# Fall Gelb
Fall Gelb ("Caso Giallo") era il nome in codice assegnato dalla Wehrmacht alla prima fase dell'offensiva generale tedesca sul fronte occidentale durante la seconda guerra mondiale. Iniziata il 10 maggio 1940, dopo una lunga fase di pianificazione che si era conclusa con l'adozione da parte di Hitler e dell'OKH del brillante piano proposto per primo dal generale Erich von Manstein, si sviluppò subito con grande rapidità e con totale successo per le forze tedesche.
Entro pochi giorni i Paesi Bassi furono costretti alla resa dopo l'attacco di reparti di paracadutisti, mentre le truppe scelte francesi e britanniche accorsero in Belgio per sostenere l'esercito belga sulla cosiddetta Linea Dyle vennero tagliate fuori a nord dalla rapida ed inaspettata avanzata in profondità della massa delle Panzer-Division che, dopo aver sbaragliato in soli tre giorni (13-16 maggio) le difese francesi sulla Mosa, proseguirono fino alle coste della Manica, che vennero raggiunte il 20 maggio.
I tentativi di controffensiva da nord e da sud del "corridoio dei panzer" da parte delle disorganizzate forze alleate fallirono e solo una drammatica evacuazione via mare a Dunkerque permise di salvare dal 26 maggio al 3 giugno, dopo aver abbandonato l'equipaggiamento e l'armamento pesante, il grosso della BEF e una parte delle truppe francesi accerchiate. L'esercito belga si era arreso fin dal 28 maggio dopo una forte resistenza sulla linea del Lys. Il 4 giugno le forze alleate terminarono l'evacuazione e le ultime truppe rimaste nella sacca vennero catturate dai tedeschi che conclusero quindi con un grande successo il Fall Gelb, nonostante la indubbia delusione costituita per l'Alto comando germanico dal riuscito reimbarco del corpo di spedizione britannico e quindi dalla sua mancata cattura.
Oltre 70 divisioni alleate furono distrutte durante questa prima fase della campagna di Francia e la Wehrmacht diede una impressionante dimostrazione di forza catturando oltre 1,2 milioni di prigionieri. Il Fall Gelb fu una delle più riuscite e brillanti operazioni strategiche della storia militare e fece grande impressione in tutto il mondo, evidenziando la superiorità della Germania nazista e specialmente delle sue forze corazzate, mobilissime e potenti, e della Luftwaffe che raggiunse una netta superiorità aerea sui cieli dell'Europa occupata.
Le perdite subite durante il Fall Gelb dall'Esercito francese, non più sostenuto dall'alleato britannico, si dimostrarono troppo pesanti e la incolmabile superiorità della Wehrmacht condusse alla disfatta finale della Francia dopo il Fall Rot che concluse vittoriosamente per la Germania la prima fase della campagna a occidente. La Francia firmò l'armistizio a Compiègne il 22 giugno 1940, abbandonando temporaneamente il campo alleato.

## La genesi dei piani tedeschi e incertezze alleate

### Le intenzioni di Hitler ed il piano del generale von Manstein
Adolf Hitler comunicò fin dal 27 settembre 1939, mentre era ancora in corso la campagna di Polonia, la sua decisione e di passare subito all'offensiva sul fronte occidentale, trasferendo la massa della Wehrmacht a ovest e attaccando entro l'autunno. Nonostante lo scetticismo dei generali tedeschi, in particolare Walther von Brauchitsch e Franz Halder, timorosi della forza dell'esercito francese e della relativa impreparazione del giovane esercito tedesco, il Führer impose la sua decisione, motivata dalla sua convinzione della momentanea superiorità della Wehrmacht nel campo dei nuovi armamenti e delle tattiche contro avversari deboli, e della necessità di una vittoria rapida per evitare una lunga guerra di logoramento come la prima guerra mondiale.
Il 29 ottobre venne diramata la direttiva del Fall Gelb ("Caso Giallo", nome in codice dell'offensiva a ovest) elaborata dall'OKH, che prevedeva una mediocre variante del piano Schlieffen con una massa principale raggruppata nel Gruppo d'armate B del generale Fedor von Bock che avrebbe attaccato in Belgio con quattro armate e 43 divisioni, tra cui tutte le nove Panzer-Division disponibili, mentre il Gruppo d'armate A del generale Gerd von Rundstedt avrebbe condotto una manovra secondaria nelle Ardenne con due armate e solo 22 divisioni di fanteria. Infine il Gruppo d'armate C del generale Ritter von Leeb sarebbe rimasto sulla difensiva lungo la Linea Maginot e il Reno con 18 divisioni.

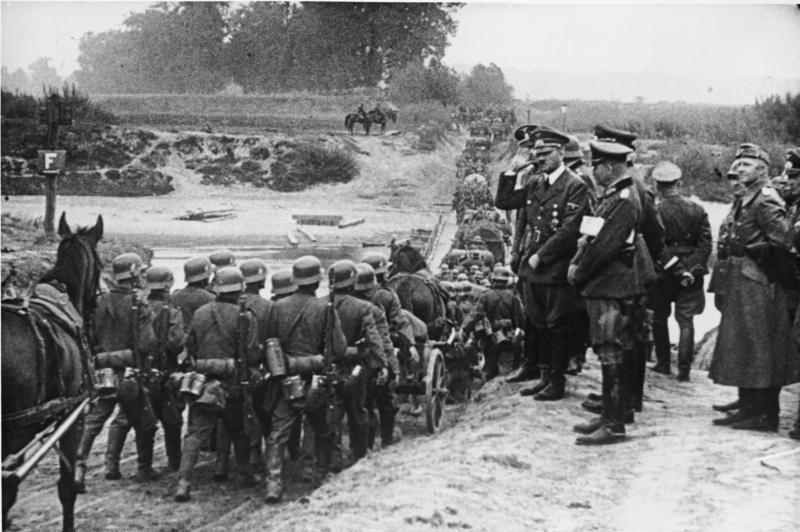
Adolf Hitler osserva il passaggio di una colonna di fanteria tedesca durante la campagna di Polonia.

Nonostante una serie di burrascose riunioni in cui Hitler cercò di scuotere i suoi generali, incitandoli ad essere più aggressivi e risoluti, le preoccupazioni permanevano all'interno della Wehrmacht, che quindi accolse con sollievo i ripetuti rinvii dell'inizio del Fall Gelb, inizialmente previsto per il 9 novembre. Le condizioni meteorologiche sempre più sfavorevoli intralciarono i piani di Hitler che dovette rinviare la data dell'offensiva prima alla fine di novembre, poi a dicembre e quindi a gennaio 1940.
Nel frattempo al quartier generale del Gruppo d'armate A il generale Erich von Manstein, capo di stato maggiore di von Rundstedt, aveva iniziato ad inviare all'OKH, a partire dal 31 ottobre, una serie di memorandum in cui proponeva un piano radicalmente nuovo in cui il ruolo principale era assegnato al Gruppo d'armate A dove sarebbero state concentrate le forze corazzate per attaccare dalle Ardenne verso la Mosa. I piani del generale von Manstein vennero sistematicamente respinti dall'OKH e quindi non raggiunsero il Führer che in realtà, già il 9 novembre, dopo aver criticato il Fall Gelb, aveva deciso di rafforzare il Gruppo d'armate A con le due divisioni corazzate del 19º Panzerkorps del generale Heinz Guderian (grande esperto di forze corazzate), proprio allo scopo di attaccare nelle Ardenne in direzione di Sedan.

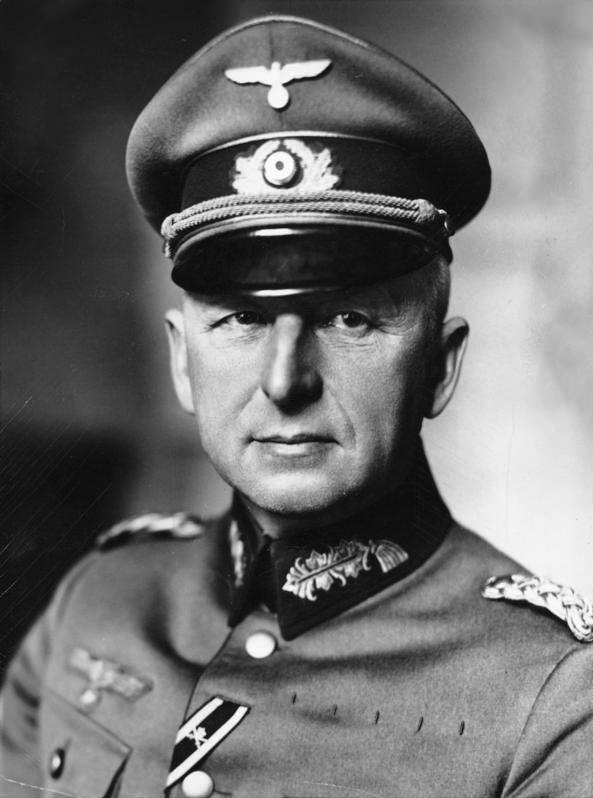
Il generale Erich von Manstein, capo di stato maggiore del Gruppo d'armate A e principale ideatore dell'audace variante definitiva del Fall Gelb.

La variante decisa da Hitler del Fall Gelb originale avrebbe dovuto avere inizio il 17 gennaio 1940, ma un clamoroso incidente provocò un nuovo rinvio e favorì un ripensamento generale della pianificazione tedesca: il 10 gennaio un aereo da collegamento tedesco con a bordo due ufficiali in possesso dei documenti segreti del piano cadde per un'avaria nei pressi di Mechelen-sur-Meuse in territorio belga, e i belgi catturarono gli ufficiali e si impadronirono dei preziosi documenti che quindi svelarono agli alleati i progetti aggressivi tedeschi. Dopo una violenta irritazione, Hitler decise quindi di rinviare a primavera l'offensiva e di prendere provvedimenti radicali per assicurare la segretezza e la sorpresa dei suoi piani. Il 17 febbraio Hitler finalmente incontrò von Manstein, durante una cerimonia dedicata ad ufficiali appena promossi, e venne a conoscenza delle idee e dei piani del generale che coincidevano in buona parte con le idee del Führer (già il 13 febbraio altre tre divisioni corazzate erano state trasferite su suo ordine alle forze di von Rundstedt). Rapidamente quindi Hitler decise di adottare la nuova variante ed anche il generale Halder e l'OKH si convinsero della validità della proposta di von Manstein.
La variante definitiva del Fall Gelb venne diramata il 24 febbraio ed assegnava il ruolo principale al Gruppo d'armate A di von Rundstedt con tre armate e 45 divisioni, tra cui sette Panzer-Division, che avrebbero sferrato l'attacco decisivo nelle Ardenne (lo Schwerpunkt - "centro di gravità" - di tutta l'operazione) per poi attraversare la Mosa e puntare verso il mare, con un ampio movimento falciante che avrebbe dovuto isolare in Belgio le forze alleate (da cui la denominazione di piano Sichelschnitt - "colpo di falce" - con cui è anche conosciuta l'ultima variante del Fall Gelb). Il Gruppo d'armate B di von Bock, ridotto a due armate con 29 divisioni, tra cui tre Panzer-Division, avrebbe occupato i Paesi Bassi e sferrato un attacco diversivo in Belgio a nord di Liegi per attirare le forze alleate; infine di Gruppo d'armate C di von Leeb sarebbe rimasto sulla difensiva con due armate e 19 divisioni di fanteria.
Il nuovo piano venne fortemente sostenuto dal generale Guderian e da altri ufficiali, anche se non mancavano generali (tra cui Busch e von Bock) scettici e preoccupati di un possibile fallimento di fronte al temuto esercito francese. Dopo 29 rinvii a partire dall'ottobre 1939, il Fall Gelb completamente modificato rispetto al progetto iniziale, avrebbe finalmente avuto inizio il 10 maggio 1940 e avrebbe ottenuto risultati ancor più sorprendenti e decisivi di quelli attesi da von Manstein, Guderian e lo stesso Hitler.

### Confusione alleata ed il piano Dyle-Breda
La pianificazione dell'esercito francese, condivisa dai britannici, prevedeva in caso di nuova guerra contro la Germania di non ripetere le premature e costose offensive fallite sistematicamente durante i primi anni della prima guerra mondiale, ma di mantenere inizialmente un atteggiamento strettamente difensivo, imperniato sulla solida sicurezza fornita sul confine franco-tedesco dalla famosa Linea Maginot; solo dopo un lento processo di logoramento del nemico, grazie al blocco navale ed a operazioni periferiche, si considerava possibile (nel 1941 o 1942) sferrare un'offensiva contro il territorio tedesco. Al riparo della linea Maginot, il generale Maurice Gamelin, comandante in capo dell'esercito dal 1935, riteneva opportuno organizzare un rigido fronte difensivo continuo con cui affrontare e respingere eventuali attacchi tedeschi.

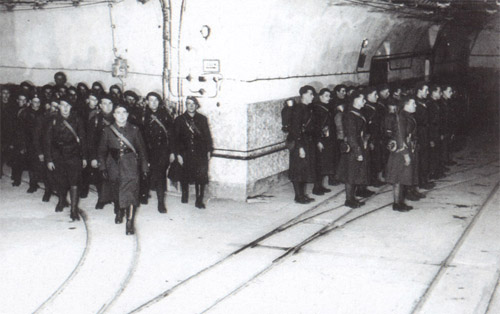
Soldati francesi nei sotterranei della Linea Maginot.

Tuttavia, ritenendo probabile un'offensiva nemica attraverso il Belgio come nel 1914 i generali francesi pianificarono una manovra di una parte delle loro forze in territorio belga per coprire il confine nazionale e stabilire una linea difensiva comune con i belgi. Quindi già il 30 settembre il generale Gamelin emise una prima direttiva che prevedeva un'avanzata anglo-francese in Belgio, in caso di attacco tedesco, fino alla linea della Schelda (cosiddetto "Piano Escaut"), mentre il 15 novembre Gamelin decise un nuovo piano più aggressivo che prevedeva una marcia alleata più in profondità in Belgio per affrontare l'attacco tedesco sulla linea Anversa-Lovanio-Dyle-Gembloux-Namur (cosiddetto "Piano Dyle").
Questo piano, che incontrò i dubbi e le critiche sia del generale Alphonse Georges, comandante del "Fronte Nord-Est" incaricato delle operazioni contro i tedeschi, sia dei generali britannici, si fondava sulla premessa che il nemico avrebbe sferrato l'attacco principale a nord di Liegi e che nelle Ardenne, ritenute impraticabili per i mezzi corazzati, avrebbe condotto solo una manovra secondaria. Il Piano Dyle permetteva di difendere gran parte del territorio belga, proteggeva meglio il confine francese e consentiva di inserire l'esercito belga nello schieramento anglo-francese, ma prevedeva una rischiosa marcia allo scoperto verso il nemico con la possibilità di una pericolosa battaglia d'incontro con l'esercito tedesco ritenuto più mobile. Nonostante le critiche e la mancanza di collaborazione del Belgio che preferì mantenere fino all'ultimo la neutralità non consentendo agli alleati di entrare nel paese preventivamente, il piano del generale Gamelin venne adottato dai governi alleati e sembrò trovare piena giustificazione dalla scoperta dei piani tedeschi in seguito all'incidente aereo di Mechelen, che confermavano come l'attacco principale sarebbe stato sferrato a nord di Liegi.

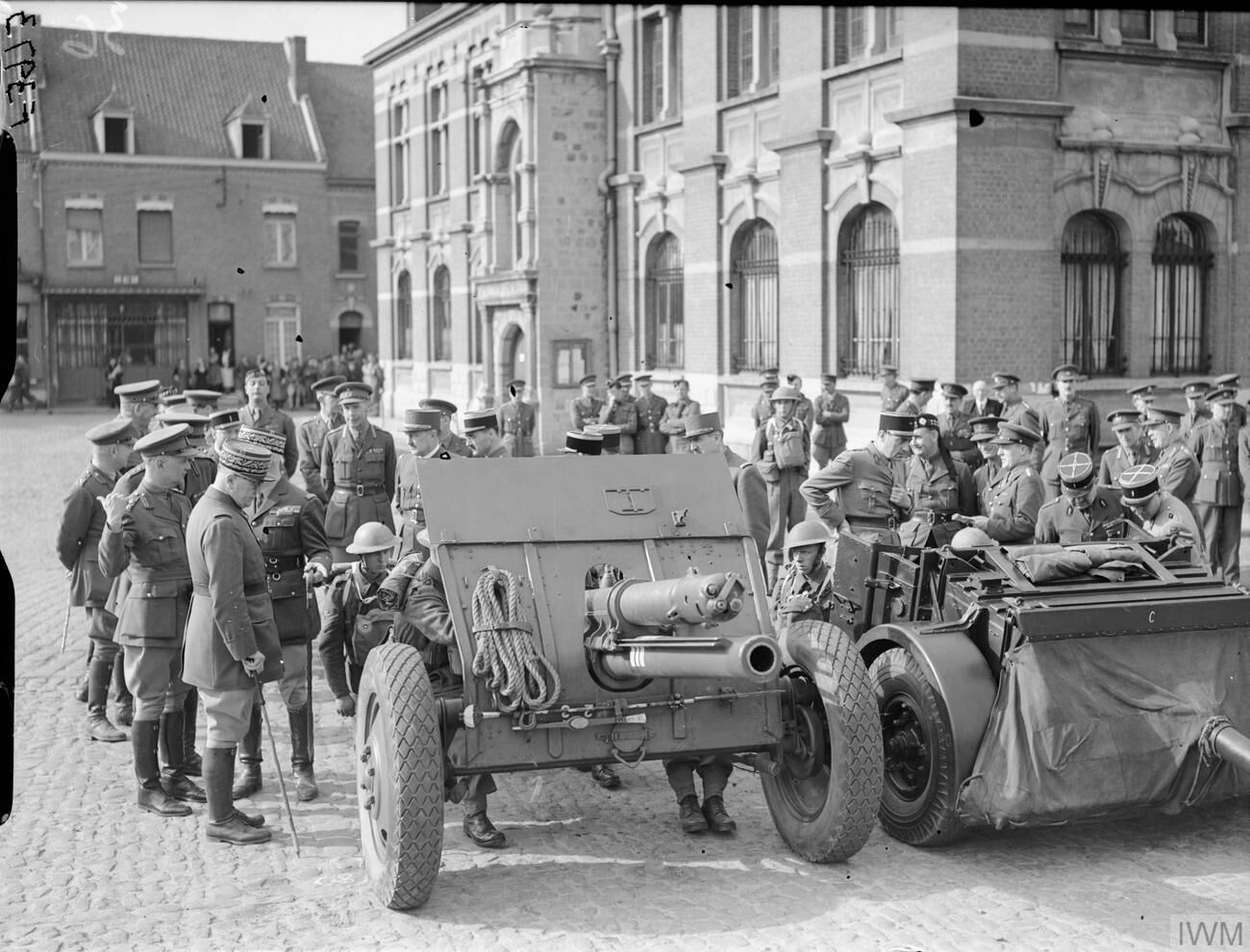
Ufficiali francesi e britannici esaminano un cannone campale del British Expeditionary Force.

Inoltre in marzo il generale Gamelin decise di cercare il collegamento anche con l'esercito olandese, inviando sette divisioni francesi nella regione di Breda e Tilburg, indebolendo pericolosamente le riserve a disposizione; la nuova variante (il "piano Dyle-Breda") venne approvata il 15 aprile e divenne il progetto di manovra con cui gli alleati sarebbero entrati in campo nella primavera 1940. Questo ambizioso e difficile piano prevedeva quindi che, alla notizia dell'offensiva tedesca e dopo la richiesta di aiuto del Belgio e dei Paesi Bassi, il Gruppo d'armate n. 1 del generale Gaston Billotte, quattro armate francesi (7ª, 1ª, 9ª e 2ª) e il BEF, con un totale di 45 divisioni di cui 9 britanniche, sarebbe entrato in territorio belga per schierarsi sulla linea Breda-Lovanio-Namur-Sedan e collegarsi con le 22 divisioni belghe e le 10 divisioni olandesi; ben 36 divisioni sarebbero rimaste invece a protezione della Linea Maginot e del Reno, con un inutile spreco di risorse in un settore già potentemente fortificato. Questo piano, fondato sulla premessa che i tedeschi avrebbero attaccato a nord di Liegi, sarebbe stato completamente vanificato dal nuovo Fall Gelb tedesco adottato a febbraio che prevedeva invece un'offensiva decisiva proprio nelle Ardenne.
In realtà gli alleati ebbero sentore dei nuovi piani tedeschi e le fonti dei servizi segreti francesi, belgi e svizzeri informarono i comandi delle minaccia nemica nelle Ardenne, incontrando però lo scetticismo e la tranquilla sicurezza dei generali alleati. Inoltre il 9 maggio il colonnello tedesco Hans Oster, aiutante dell'ammiraglio Wilhelm Canaris ed esponente della Resistenza tedesca anti-nazista, comunicò al colonnello Sas, addetto olandese a Berlino, l'imminenza dell'offensiva sul fronte occidentale. Gli alleati erano quindi bene informati sui tempi ed anche sui piani dell'offensiva della Wehrmacht ma, concentrati sui loro progetti e sottovalutando la potenza del nemico, non modificarono i piani e cercarono di mettere in atto il Piano Dyle, andando incontro alla disfatta.

## Le forze in campo

### Il "cuneo corazzato" della Wehrmacht e la superiorità della Luftwaffe

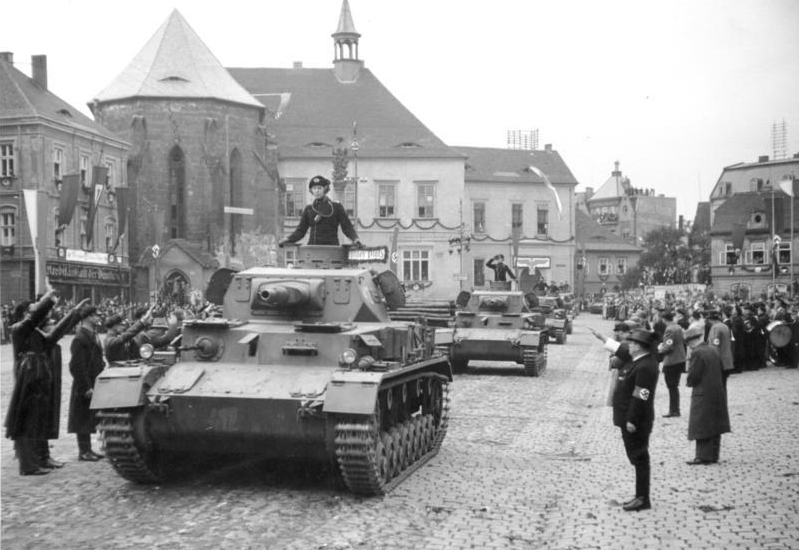
Colonna di Panzer IV della Wehrmacht nel 1938 durante l'occupazione dei Sudeti.

La Wehrmacht, le nuove forze armate tedesche create da Hitler nel 1935, nel maggio 1940 aveva solo cinque anni di vita e costituiva ancora, nonostante la notevole potenza dimostrata nell'invasione della Polonia e nelle varie occupazioni incruente prebelliche, ingigantite opportunamente dalla fragorosa propaganda del Reich che aveva accresciuto ancora di più il prestigio dell'esercito ed il timore reverenziale delle altre nazioni per le moderne tecniche e tattiche tedesche, una struttura non del tutto pronta ad una lunga guerra globale contro altre potenze mondiali. In particolare le numerose forze di fanteria erano solo modestamente motorizzate (solo circa il 15% delle divisioni) e lamentavano carenze di equipaggiamenti e di armi moderne, mentre i soldati non erano sempre adeguatamente addestrati.
Il punto di forza della Wehrmacht risiedeva nelle sue truppe scelte corazzate, nei reparti d'élite paracadutisti o aviotrasportati e negli armamenti di ultima generazione che erano moderni e, nel 1940, all'avanguardia in quasi tutti i campi, dalle armi individuali, all'artiglieria campale, ai mezzi corazzati. Questi ultimi in particolare non erano molto protetti o pesanti, ma disponevano di una grande mobilità, erano forniti di moderni mezzi di comunicazione ed erano strutturati in formazioni organiche efficienti e innovative, guidate da capi giovani ed esperti nelle nuove tattiche della guerra corazzata, basate su velocità, aggressività e spirito d'iniziativa.

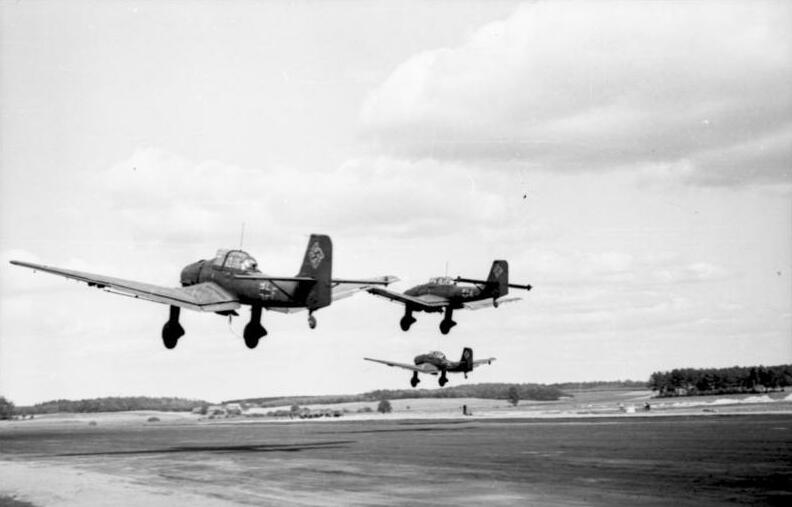
Tre Ju87 Stukas, punto di forza degli aerei d'attacco della Luftwaffe.

Delle 136 divisioni che componevano la Wehrmacht all'ovest nel maggio 1940, 10 erano le cosiddette Panzer-Division, divisioni corazzate costituite a partire dal 1935 e continuamente potenziate nel numero e nell'equipaggiamento. Queste formazioni, opportunamente concentrate in corpi d'armata corazzati e in Panzergruppe, avrebbero costituito la massa d'urto decisiva ed il "cuneo corazzato" di sfondamento che avrebbe dovuto scardinare il fronte continuo alleato e ottenere la vittoria con una rapida guerra manovrata. Questa visione ottimistica, proveniente da Hitler, dai suoi collaboratori e da una parte dei generali più giovani, non era peraltro condivisa da alcuni generali dell'alto comando di grande prestigio che temevano l'esercito francese e nutrivano dubbi sulle nuove strategie.
La superiorità tedesca era netta nell'aria dove la Luftwaffe, equipaggiata di oltre 3500 aerei moderni, organizzata in potenti Luftflotte e addestrata nelle nuove tecniche di bombardamento in picchiata e di caccia libera, era in grado di dominare i cieli sopra il campo di battaglia e di indebolire con i suoi aerei da attacco al suolo le difese nemiche non molto fornite di cannoni anti-aerei. La catena di comando frazionata tra OKW (generali Keitel e Jodl) e OKH (generali von Brauchitsch e Halder) non era priva di difetti; rivalità e conflitti non mancarono durante la battaglia, ma nel complesso, sotto la supervisione diretta di Hitler, comandante in capo, e con il sistema della delega dei dettagli tattici ai comandanti sul campo, la struttura funzionò in modo molto più rapido e efficiente che nel campo alleato.
Quanto ai soldati tedeschi nell'insieme, mantenevano un morale elevato ed erano in parte motivati dalle concezioni naziste di superiorità razziale; durante la campagna si dimostrarono efficienti, aggressivi, con spirito d'iniziativa, professionali e freddamente preparati, guadagnando anche una chiara superiorità psicologica sui nemici.

### L'esercito francese e il contributo britannico

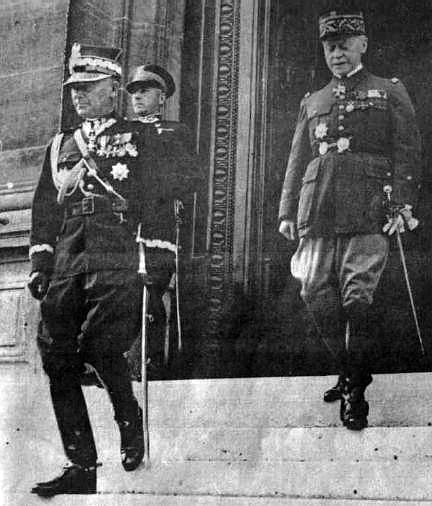
Il generale Maurice Gamelin, comandante in capo dell'esercito francese, a destra nella foto del 1939 dietro il maresciallo polacco Edward Rydz-Śmigły.

L'Esercito francese, considerato ancora il più forte del mondo, aveva mobilitato all'inizio della guerra oltre 5 milioni di uomini, che il 10 maggio 1940 erano organizzati in 101 divisioni; queste notevoli forze erano equipaggiate con armamenti abbondanti anche se non sempre modernissimi. L'esercito disponeva di una potente e numerosa artiglieria e di oltre 2200 carri armati moderni in genere più corazzati e più armati di quelli tedeschi anche se meno mobili e privi di radio efficienti. L'alto comando francese guidato dai generali Gamelin, Doumenc e Georges, fiducioso della forza dell'esercito, si preparava combattere una lenta guerra difensiva, rigidamente organizzata, basata sui fronti continui, su una metodica organizzazione delle posizioni, sull'impiego del fuoco di artiglieria, sfruttando sul fianco destro del fronte occidentale le decantate fortificazioni della Linea Maginot che proteggevano il confine franco-tedesco da Montmedy al Reno.
Nonostante le teorie innovative del generale Estienne e del colonnello de Gaulle, a favore di un corpo meccanizzato autonomo raggruppato per sferrare offensive rapide, i generali decisero solo dopo molte discussioni di organizzare una serie di formazioni mobili autonome, nel 1938 le Divisioni Leggere Meccanizzate (DLM) e all'inizio della guerra le Divisioni Corazzate di Riserva (DCR), ma limitandole a mediocri compiti di esplorazione e contrattacco tattico. Quindi all'inizio del Fall Gelb l'esercito disponeva di tre DLM, quattro DCR e cinque deboli DLC (Divisioni Leggere di Cavalleria) ma, sparpagliate su tutto il fronte e male impiegate, queste unità non avrebbero ottenuto i risultati attesi e si sarebbero dimostrate inferiori alle Panzer-Division tedesche.

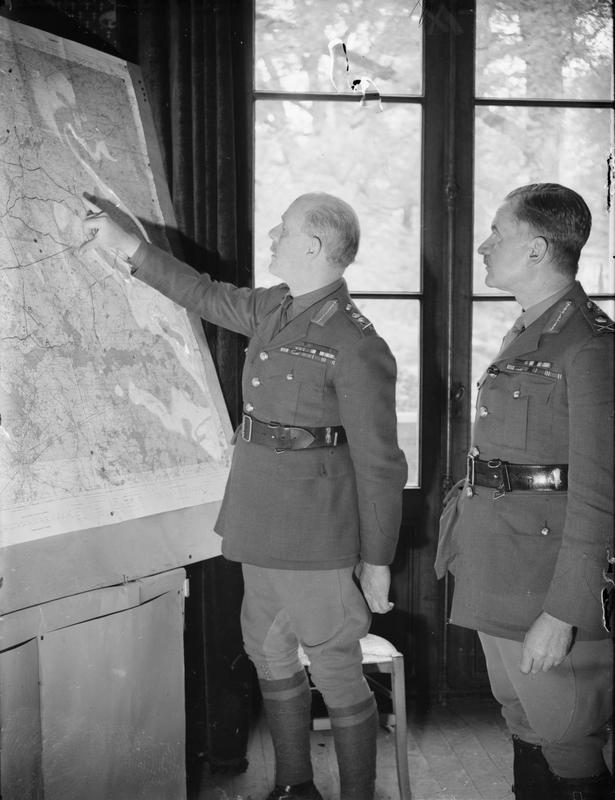
Il generale britannico Lord Gort (a sinistra nella foto), comandante del BEF.

La Francia che sul piano materiale terrestre disponeva di risorse notevoli, era invece in evidente inferiorità nell'aria dove i 1600 aerei dell'Armée de l'air, non sempre moderni e male impiegati, erano surclassati numericamente e operativamente dalla Luftwaffe. La più grave carenza francese risiedeva però nelle strutture di comando: i generali francesi, ligi agli insegnamenti della prima guerra mondiale, non compresero in tempo la rivoluzione apportata dalle nuove strategie, dalle nuove tattiche e dai nuovi mezzi bellici della Wehrmacht e quindi non valutarono tempestivamente e correttamente gli sviluppi della situazione. Inoltre l'alto comando diviso nei vari quartier generali di Gamelin (comandante in capo dell'esercito), Doumenc (capo di Stato maggiore generale), Georges (comandante del "Fronte Nord-Est") e Billotte (comandante del Gruppo d'armate n. 1) operò con grande lentezza, nella confusione e con continui conflitti di competenze, non riuscendo a mantenere il controllo delle operazioni. Alla vigilia della battaglia i capi politici e militari rimanevano ottimisti e mostravano fiducia, mentre a livello della truppa albergava stanchezza per la lunga fase di drole de guerre ed anche una certa inquietudine, e sintomi di disfattismo minavano il morale di alcuni reparti.
Gli eserciti belga ed olandese, al comando rispettivamente dei generali Michiels e Winkelman, non erano molto numerosi (il Belgio organizzò 22 divisioni mentre i Paesi Bassi solo 10 divisioni) ma combattivi e armati in modo adeguato nella fanteria anche se privi di mezzi corazzati moderni. Entrambi si batterono bene, i belgi soprattutto sulla Lys e gli olandesi durante i contrattacchi intorno all'Aja, ma vennero inevitabilmente coinvolti nella disfatta contro la netta superiorità materiale e operativa della Wehrmacht, tuttavia tennero impegnate molte divisioni tedesche del Gruppo d'armate B e resero un importante contributo alla causa alleata.
L'Esercito britannico inviò in Francia il BEF al comando del generale Lord Gort che il 10 maggio contava 11 divisioni (tra cui due divisioni territoriali non operative) con circa 300 mezzi corazzati, principalmente leggeri, e una componente aerea poco numerosa ma moderna ed efficiente (Advanced Air Striking Force). Si trattava di un complesso piccolo (394000 soldati) ma omogeneo, completamente motorizzato, ben equipaggiato ed armato, specialmente nell'artiglieria campale e controcarro, costituito da soldati addestrati, ottimisti e in grado di mantenere la coesione e di resistere anche in situazioni difficili. Peraltro, a livello del comando, anche tra i britannici si evidenziava una pericolosa sottovalutazione del nemico e una tranquilla sicurezza, specialmente nel generale Gort che ufficialmente dipendeva dai generali Georges e Billotte ma in realtà poteva accedere direttamente anche al Quartier generale di Londra. Impiegato in Belgio, il BEF si trovò sconfitto ancor prima di combattere a causa del crollo francese sulla Mosa e poté solo resistere accanitamente in modo da salvare la maggior parte delle truppe con una drammatica evacuazione via mare.

## Inizio dell'offensiva tedesca

### Invasione aviotrasportata dei Paesi Bassi

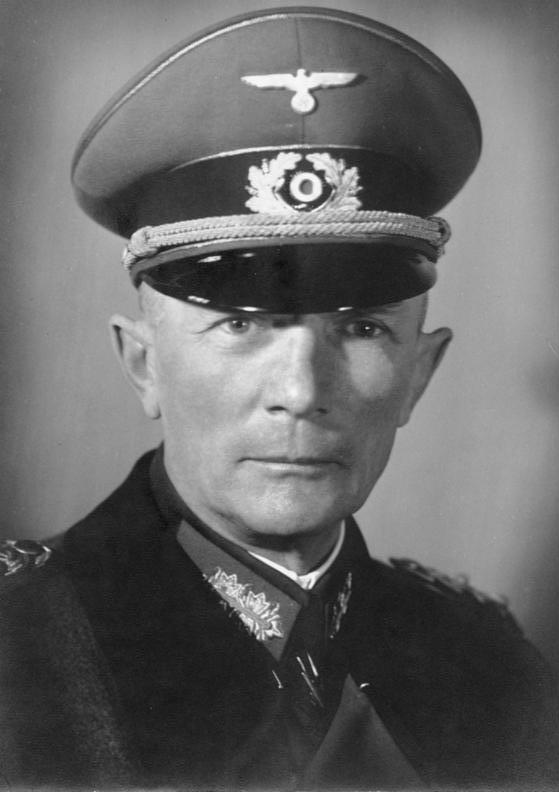
Il generale Fedor von Bock, comandante del Gruppo d'armate B, destinato ad attaccare i Paesi Bassi e il Belgio.

Dopo un'ultima serie di rinvii dal 3 al 7 maggio legati alle condizioni meteorologiche, finalmente nella notte del 10 maggio l'OKW diramava a tutti reparti la parola in codice "Danzig" che dava il via all'offensiva generale della Wehrmacht in Occidente; alle prime luci dell'alba sia il Gruppo d'armate B del generale von Bock sia il Gruppo d'armate A del generale von Rundstedt si misero in movimento secondo le direttive definitive del Fall Gelb, mentre dalla sera del 9 maggio Hitler aveva già raggiunto il Felsennest ("covo rupestre") il suo nuovo Quartier generale vicino Bad Münstereifel.
Mentre la massa delle truppe corazzate assegnate al Gruppo d'armate A entrava nelle Ardenne per sferrare l'attacco decisivo, il Gruppo d'armate B passò all'attacco nei Paesi Bassi iniziando l'offensiva con una serie di operazioni speciali di truppe aviotrasportate e paracadutisti per occupare di sorpresa ponti strategici ed altre aree importanti e superare rapidamente la resistenza. In particolare il piano tedesco mirava a risolvere subito la situazione occupando di sorpresa dal cielo L'Aia (possibilmente catturando anche il Governo e la Regina Guglielmina) e impedendo agli olandesi di ripiegare al riparo delle vie d'acqua della cosiddetta "Fortezza Olanda" (Vesting Holland o Festung Holland).
Sostenuti dall'appoggio della Luftflotte 2 del generale Albert Kesselring, gli aviotrasportati della 22ª Divisione da sbarco aereo del generale von Sponeck attaccarono dal cielo gli aeroporti dell'Aja e in un primo momento li occuparono ma vennero contrattaccati dai soldati olandesi del 1º Corpo d'armata, von Sponeck rimase ferito, i tedeschi ripersero le posizioni conquistate dopo aver subito dure perdite e non poterono occupare di sorpresa la capitale. Contemporaneamente invece i paracadutisti della 7. Flieger-Division del generale Kurt Student ebbero successo: vennero conquistate una parte di Rotterdam e l'aeroporto di Waalhaven, e soprattutto i tedeschi occuparono l'importante ponte di Dordrecht e l'enorme viadotto di Moerdijk sull'estuario della Mosa e del Reno, riuscendo a mantenerne il possesso fino all'arrivo delle forze di terra. Infine a Gennep i reparti Brandenburg conquistarono il ponte alla confluenza della Mosa e della Niers e aprirono la strada per 's-Hertogenbosch alle truppe della 18ª Armata tedesca del generale Georg von Küchler, formazione di destra del Gruppo d'armate B, incaricata di conquistare, con due corpi d'armate e otto divisioni tra cui la SS Leibstandarte Adolf Hitler e la SS Das Reich, i Paesi Bassi.

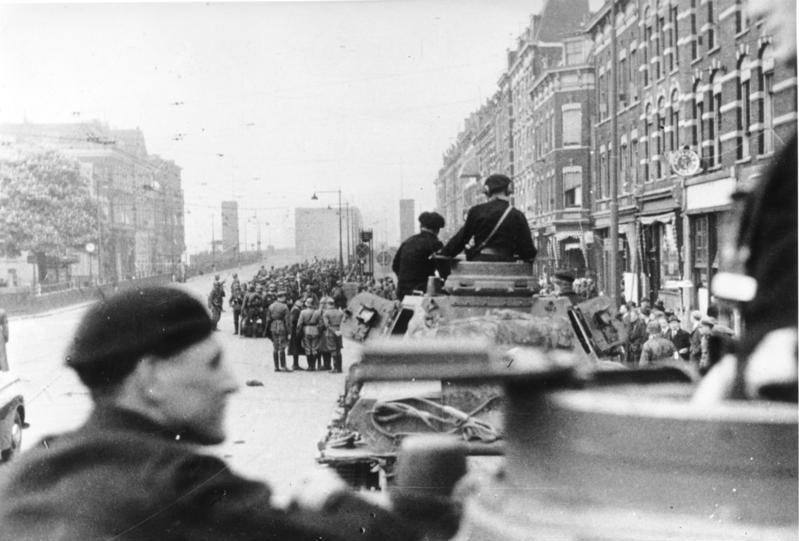
I panzer entrano a Rotterdam.

Il 39º Panzerkorps del generale Rudolf Schmidt (con la 9. Panzer-Division e la SS Das Reich) sfruttò questa breccia nelle posizioni olandesi e avanzò rapidamente superando la cosiddetta Linea Grebbe-Peel difesa dal 2º, 3º e 4º Corpo d'armata nemico, ed, entro la sera dell'11 maggio, si congiunse con i paracadutisti a Dordrect e Moerdijk, proseguendo quindi subito per Rotterdam dove le truppe olandesi ancora difendevano una parte della città. Il generale Winkelman, comandante dell'esercito olandese, di fronte ai rapidi sviluppi sfavorevoli, decise quindi di abbandonare la linea Grebbe-Peel e ripiegare nella "Fortezza Olanda". Nel frattempo erano in arrivo da sud gli elementi di testa della 7ª Armata francese del generale Henri Giraud (1ª Divisione Leggera Meccanizzata e due divisioni di fanteria) che però a causa della prematura ritirata olandese all'interno del Vesting Holland si trovarono improvvisamente attaccati il 12 maggio dalla 9. Panzer-Division e colpiti dal cielo da violenti attacchi aerei della Luftwaffe; il generale Giraud dovette quindi rinunciare a collegarsi con gli olandesi nella regione di Breda e ripiegò il 13 maggio dietro la Schelda.
La situazione olandese era ormai compromessa, dopo l'arrivo del 39º Panzerkorps all'interno della "Fortezza Olanda" e la ritirata francese, e la Regina Guglielmina prese la decisione la sera del 13 maggio di abbandonare il paese. Il 14 maggio il comando tedesco, per accelerare il cedimento nemico, sferrò il bombardamento terroristico di Rotterdam che causò la morte di circa 900 civili e scosse definitivamente la risolutezza olandese; il generale Winkelman decise quindi di cedere le armi con tutto l'esercito e firmò la capitolazione alle ore 9.30 del 15 maggio, mentre la Regina e il Governo si rifugiavano in Gran Bretagna. L'esercito olandese si era battuto bene, ma in soli cinque giorni aveva dovuto cedere le armi di fronte ai nuovi metodi di attacco della Wehrmacht e alla superiorità delle forze aeree e corazzate del nemico, mentre le forze francesi del generale Giraud avevano fallito la loro missione e si trovavano ora dietro la Schelda, lontano dal teatro principale della battaglia.

### Attacco ai ponti del Canale Alberto

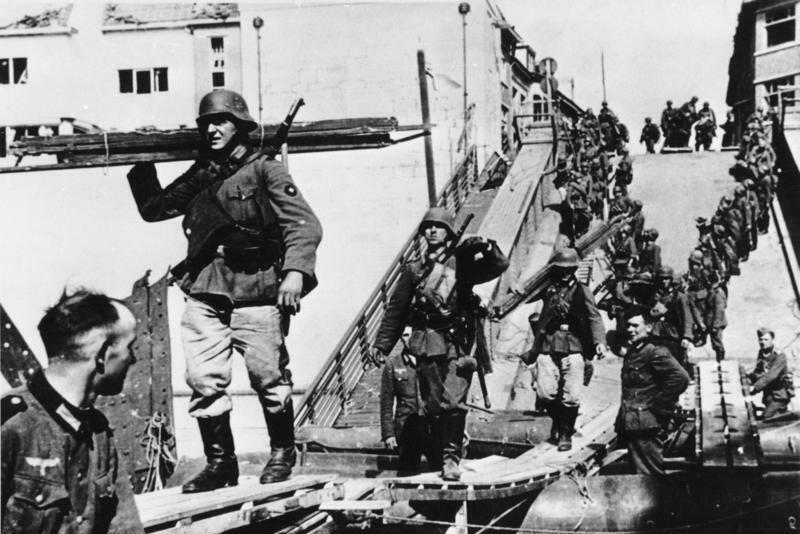
Soldati tedeschi impegnati nella costruzione di una passerella a Maastricht.

Mentre la 18ª Armata penetrava nei Paesi Bassi, l'altra formazione del Gruppo d'armate B del generale von Bock, la potente 6ª Armata del generale Walter von Reichenau con cinque corpi d'armata e quindici divisioni, tra cui due Panzer-Division, la mattina del 10 maggio sferrò il suo attacco nelle pianure belghe a nord di Liegi, diretto a superare la resistenza nemica sul Canale Alberto ed a sviare l'attenzione del comando alleato dalla più importante manovra del Gruppo d'armate A nelle Ardenne. Anche in questo settore l'offensiva terrestre tedesca venne preceduta da una serie di clamorose operazioni di forze speciali e paracadutisti organizzate, per impulso anche di Hitler, per conquistare rapidamente punti nevralgici delle difese nemiche e ponti strategici sui corsi d'acqua più importanti ed inoltre utili anche ad impressionare il nemico ed indurlo a dare grande importanza all'attacco tedesco in questo settore del fronte.

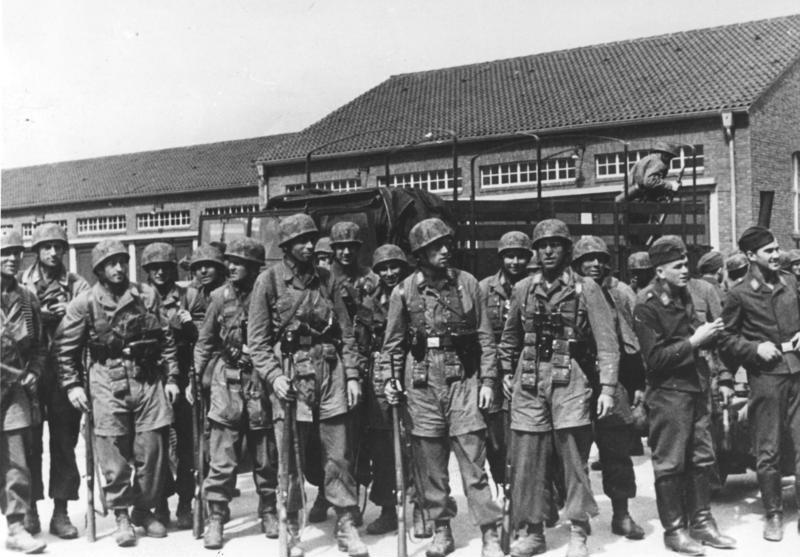
I Fallschirmjäger del colonnello Walter Koch, protagonisti della conquista del Forte Eben-Emael.

Le operazioni speciali più importanti furono effettuate, all'alba del 10 maggio, contro i ponti sulla Mosa a Maastricht, nel Limburgo olandese, dove dovevano passare i panzer delle due divisioni corazzate del XVI Panzerkorps del generale Höppner, sui ponti del Canale Alberto e sulla importante fortezza di Eben-Emael, costruita alla confluenza della Mosa e del canale, che dominava con la sua artiglieria le vie di accesso alle linee belghe. L'esercito belga aveva schierato undici divisioni sul Canale Alberto e riteneva di poter resistere per almeno una settimana prima di ripiegare tra Anversa e Wavre ed inserirsi nella posizione di resistenza principale coordinata con gli alleati, ma il sorprendente attacco tedesco sconvolse tutte le previsioni. Mentre reparti Brandenburg travestiti da soldati olandesi non riuscirono a occupare i ponti di Maastricht, che quindi furono fatti saltare in tempo dai difensori, i due ponti sul Canale Alberto di Vroenhoeven e Veldwezelt furono occupati dai reparti aviotrasportati tedeschi e soprattutto la fortezza di Eben-Emael venne attaccata dall'alto dai paracadutisti del colonnello Koch e neutralizzata in pochi minuti con l'uso di cariche cave.
Alle ore 17.00 del 10 maggio la 4. Panzer-Division del generale Stever, elemento di testa del XVI Panzerkorps, che aveva trovato i ponti di Maastricht distrutti, iniziò l'attraversamento della Mosa su ponti di barche e poté avanzare a ovest del fiume per dirigere verso i ponti sul Canale Alberto occupati dai paracadutisti; la resistenza belga fu debole e i reparti corazzati marciarono con facilità nella pianura belga, aggirando gli altri forti. Al mattino dell'11 maggio la situazione dell'esercito belga si aggravò: i panzer attraversarono i ponti sul canale, la fortezza di Eben-Emael si arrese, e una serie di attacchi aerei dell'aviazione belga e di quelle britannica e francese contro i ponti furono respinti con gravi perdite dalla contraerea tedesca e non ottennero alcun risultato. L'intera 6ª Armata del generale von Reichenau stava avanzando, preceduta dal XVI Panzerkorps, e l'esercito belga si vide costretto ad anticipare la ritirata abbandonando la linea del canale e tutti gli altri forti dell'area di Liegi.

### Gli alleati entrano in Belgio
L'improvviso inizio del Fall Gelb il 10 maggio colse la dirigenza politico-militare anglo-francese in un momento di particolare confusione; non solo a Londra era in corso la crisi di governo provocata dalla disfatta norvegese che in quello stesso giorno si sarebbe risolta con la nomina di Winston Churchill alla guida di un gabinetto di unità nazionale, ma il giorno precedente il Presidente del Consiglio francese Paul Reynaud, deluso dalla debolezza del generale Gamelin, aveva deciso di destituirlo e di procedere ad un radicale cambiamento delle strutture di comando. Di fronte alle notizie dell'offensiva tedesca questi propositi di Reynaud vennero messi da parte e quindi il generale Gamelin rimase al comando supremo e diede inizio, dopo qualche incertezza e alcune discussioni con il generale Georges, alla manovra delle armate alleate prevista dal piano Dyle-Breda.
Pur se colti tatticamente di sorpresa dall'offensiva tedesca, gli alleati diedero subito il via al movimento delle forze del Gruppo d'armate n.1 destinate ad entrare in Belgio e nei Paesi Bassi per collegarsi agli eserciti olandese e belga e organizzare un solido fronte continuo e respingere il nemico. Apparentemente, nonostante i contrasti al vertice e le difficoltà della collaborazione tra i vari eserciti, il generale Gamelin, i generali Georges e Billotte ed i generali britannici Gort (che si mostrò serenamente ottimista) e Ironside, avevano fiducia nelle possibilità di vittoria delle forze alleate e nell'efficacia dei loro piani. Il 10 maggio il generale Billotte, comandante il Gruppo d'armate n. 1 costituito da oltre 1 milione di uomini, mise in marcia le sue armate; i movimenti si effettuarono parte su strada e parte su ferrovia e nel complesso si svolsero con regolarità, poco contrastati dalla Luftwaffe che si limitò a sferrare attacchi tattici alle basi aeree nemiche. Il primo giorno anche le aviazioni alleate, seguendo le restrittive direttive del comando, condussero solo missioni di copertura e modesti attacchi alle colonne nemiche che non vennero intralciate nella loro avanzata.
A partire dalle ore 22.00 del 10 maggio le armate del Gruppo d'armate n. 1 (oltre trenta divisioni tra cui la maggior parte delle forze motorizzate e meccanizzate) entrarono in Belgio: a nord la 7ª Armata del generale Giraud, con sette divisioni tra cui due divisioni motorizzate ed una meccanizzata, marciò rapidamente verso Breda e Tilburg per collegarsi con gli olandesi; al centro la BEF (nove divisioni motorizzate) del generale Gort e la potente 1ª Armata del generale Georges Maurice Jean Blanchard, con otto divisioni tra cui due divisioni nord-africane e tre divisioni motorizzate, diressero verso la linea del Dyle; a destra la 9ª Armata del generale André Corap, più debole e costituita da sette divisioni, iniziò il movimento per raggiungere la Mosa tra Namur e Sedan, mentre la 2ª Armata del generale Charles Huntziger prese posizione con cinque divisioni alla cerniera di Sedan. Le forze di fanteria erano precedute dalle forze mobili che già alla fine del primo giorno si spinsero in profondità per prendere contatto con il nemico: la 1ª Armata venne preceduta dalle eccellenti divisioni meccanizzate del Corpo di Cavalleria del generale Prioux, mentre la 9ª e la 2ª Armata spinsero in avanti nelle Ardenne le loro divisioni di cavalleria leggera.
L'entrata in Belgio fu salutata dalla calorosa accoglienza della popolazione e si svolse regolarmente a parte alcuni contrasti tra reparti belgi e britannici, rapidamente appianati. Alla fine del 10 maggio quindi i comandi alleati apparivano ottimisti e sicuri, le operazioni sembravano procedere come previsto malgrado la potenza delle forze attaccanti che avevano messo in difficoltà i belgi e gli olandesi.

### La marcia dei panzer nelle Ardenne

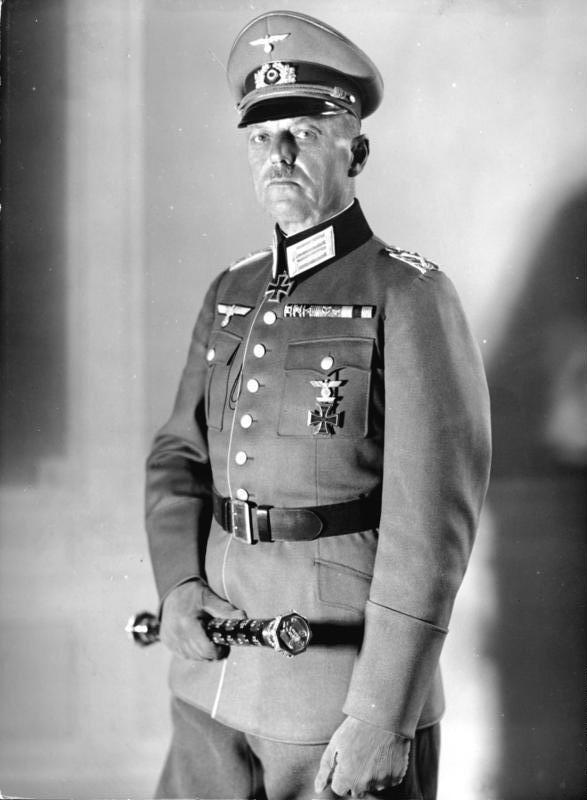
Il generale Gerd von Rundstedt, comandante del Gruppo d'armate A, incaricato di sferrare l'attacco decisivo nelle Ardenne e sulla Mosa.

Alle ore 05.30 del 10 maggio le sette divisioni corazzate del Gruppo d'armate A del generale von Rundstedt (oltre 1800 carri armati e 350 autoblindo) penetrarono nelle Ardenne per raggiungere le rive della Mosa e sferrare l'attacco decisivo previsto dal Fall Gelb. Le difese del settore, boscoso e quasi impraticabile per unità meccanizzate, erano deboli; i generali Gamelin e Georges consideravano poco probabile un attacco nel settore e ritenevano che sarebbe occorso molto tempo (circa 20 giorni) per schierare forze sufficienti di fanteria ed artiglieria ed attaccare le difese francesi sulla Mosa tra Namur e Sedan. I belgi, da parte loro, avevano previsto che le due divisioni di chasseurs ardennais, dotate anche di carri leggeri, schierate nelle Ardenne, rallentassero l'avanzata tedesca con azioni di retroguardia prima di ripiegare verso nord-ovest oltre la Mosa tra Huy e Namur. Pertanto il generale Kayaerts, comandante dei cacciatori, alla notizia dell'offensiva tedesca, attivò le demolizioni e le ostruzioni previste e fece ripiegare nella serata del 10 maggio i suoi reparti.

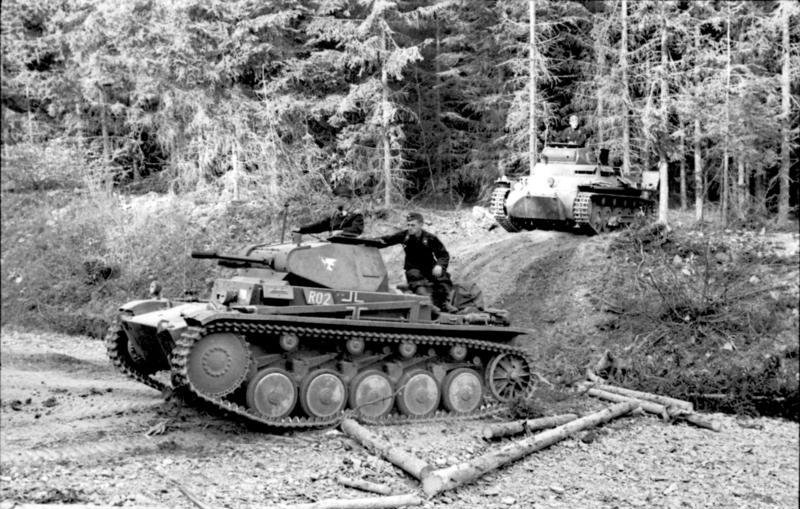
Alcuni carri armati leggeri tedeschi in marcia nelle Ardenne.

Il piano francese prevedeva che la 9ª Armata e la 2ª Armata, a cui era assegnata la difesa della Mosa tra Namur e Sedan, per guadagnare tempo, inviassero nelle Ardenne le loro divisioni di cavalleria leggera (Divisions Légères de Cavalerie, DLC) per un'azione di esplorazione e di individuazione di eventuali manovre offensive tedesche, ritenute comunque poco probabili. Dotati solo di poche decine di carri leggeri H39 e autoblindo, questi reparti non erano in grado di sostenere scontri prolungati contro le Panzer-Division. I generali Georges e Billotte, quindi, pur sorpresi dall'immediata ritirata belga, attivarono le divisioni leggere di cavalleria che, messe in allarme in piena notte, entrarono nelle Ardenne nel pomeriggio del 10 maggio. All'alba dell'11 maggio la 1ª e la 4ª DLC della 9ª Armata del generale Corap, raggiunsero la linea Marche, Rochefort, Saint-Hubert, mentre la 2ª e la 5ª DLC del generale Huntziger alla 2ª Armata avanzarono fino a Libramont, Neufchâteau e Arlon.
L'avanzata tedesca nel Lussemburgo non venne contrastata e si sviluppò con regolarità e sicurezza, nonostante i problemi del controllo della viabilità delle numerose colonne motorizzate in azione. Le forze corazzate tedesche costituivano il famoso "cuneo corazzato" (Panzerkeil) che nelle aspettative del Führer ed anche di molti generali tedeschi, avrebbe dovuto decidere in un solo colpo la campagna a occidente. A nord marciava il 15º Panzerkorps del generale Hermann Hoth con la 5. e la 7. Panzer-Division (circa 570 carri armati e 100 autoblindo), mentre più a sud, tra Vianden ed Echternach, entrò in azione il Panzergruppe Kleist al comando del generale Paul Ludwig Ewald von Kleist con cinque divisioni corazzate e tre divisioni motorizzate (quasi 1300 carri armati e 300 autoblindo).
Il Panzergruppe Kleist si componeva a sua volta del 19º Panzerkorps del generale Heinz Guderian, con la 1., la 2. e la 10. Panzer-Division (circa 850 carri e 150 autoblindo); del 41º Panzerkorps del generale Georg-Hans Reinhardt, con la 6. e la 8. Panzer-Division (circa 450 carri armati e 100 autoblindo) e del 14º Corpo d'armata motorizzato del generale Gustav von Wietersheim, con la 2., la 13. e la 29. Divisione motorizzata. A causa della carenza di strade nel territorio delle Ardenne il Panzerkeil dovette procedere inizialmente in tre scaglioni successivi, con in testa il corpo del generale Guderian, seguito da quello del generale Reinhardt e più indietro dalle forze del generale von Wietersheim. La marcia dei panzer venne anche preceduta da alcune riuscite operazioni speciali: la cosiddetta "operazione Niwi" e l'incursione del gruppo Hedderich.

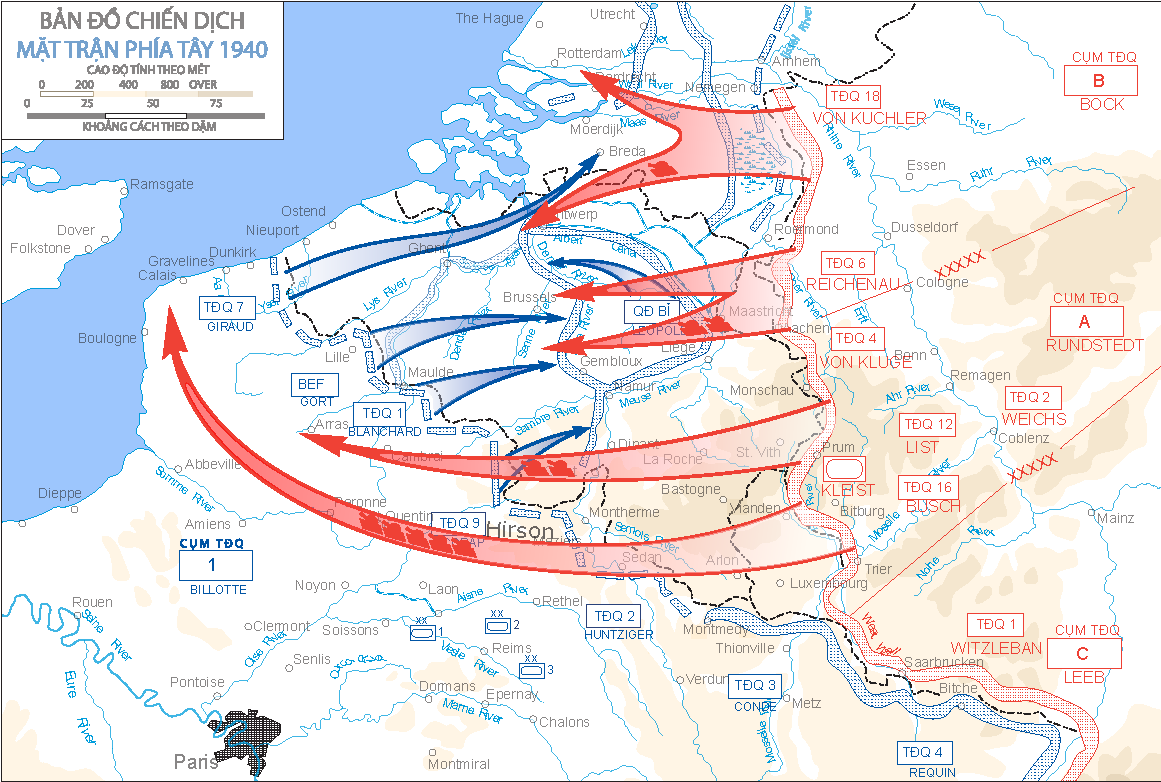
Carta delle operazioni nella prima fase del Fall Gelb.

A mezzogiorno del 10 maggio il generale Guderian aveva già raggiunto la frontiera belga, dopo aver attraversato senza combattere il Lussemburgo. L'11 e il 12 maggio si verificarono i contatti e gli scontri tra le divisioni di cavalleria leggera francesi e le Panzer-Division del Gruppo d'armate A. A sud la 10. Panzer-Division, respinse ad Arlon la 2ª DLC e raggiunse il Semoy a Herbeumont, mentre più a nord la 1. e la 2. Panzer-Division, dopo alcuni errori di marcia ed ingorghi nel traffico, sconfissero la 5ª DLC a Libramont e Neufchâteau, e già nella serata del 12 maggio la 1. Panzer del generale Kirchner arrivò in forze al Semoy a Bouillon, costringendo il generale Charles Huntziger ad ordinare alla sua cavalleria di ripiegare oltre il fiume. Infine il 15º Panzerkorps del generale Hoth attaccò le Divisioni Leggere di Cavalleria della 9ª Armata che vennero battute tra Marche e Saint-Hubert e dovettero a loro volta ripiegare.
Il pomeriggio del 12 maggio la resistenza della cavalleria meccanizzata francese, in grave inferiorità di mezzi, era stata ovunque superata, ed alla fine della giornata il generale Huntziger abbandonò anche il Semoy a Bouillon e si ritirò oltre la Mosa a Sedan mentre i reparti del generale Corap ripiegarono oltre il fiume a Dinant e Givet. Nel tardo pomeriggio quindi tutti i ponti sulla Mosa furono metodicamente fatti saltare dal genio francese.
La rapidità e la potenza dell'avanzata tedesca nelle Ardenne misero in allarme il comando francese; il generale Georges, preoccupato per Sedan, iniziò a radunare forze di riserva ed il generale dell'aviazione francese D'Astier informò dell'individuazione nelle Ardenne di lunghe colonne motorizzate nemiche. Nel complesso tuttavia nei comandi francesi si mantenne un certo ottimismo: i generali Billotte, Georges e Gamelin ritenevano ancora improbabile un attacco sulla Mosa e credevano di avere molto tempo a disposizione per rafforzare le difese, mentre temevano maggiormente un attacco sulla linea Dyle. Nel campo tedesco la facilità dell'avanzata, il mancato intervento dell'aviazione nemica contro le colonne motorizzate nelle Ardenne e l'assenza di reazioni degli alleati sorpresero l'alto comando e lo stesso Hitler, che quindi decisero di proseguire secondo i piani e sferrare subito l'attacco decisivo alla linea della Mosa.

## Lo sfondamento sulla Mosa

### Ritirata belga e battaglia di carri ad Hannut
Nella tarda mattinata dell'11 maggio, i dirigenti belgi riuniti al forte di Breendonck, Re Leopoldo, il Capo di Stato maggiore Michiels e il consigliere militare del re van Overstraeten, decisero di abbandonare le posizioni sul Canale Alberto, ormai minacciate dall'attraversamento in forze del 16º Panzerkorps dei ponti di Veldwezelt e Vroenhoven, e anticipare il ripiegamento sulla posizione di resistenza principale su cui stabilire il contatto con le forze anglo-francesi in marcia da sud.

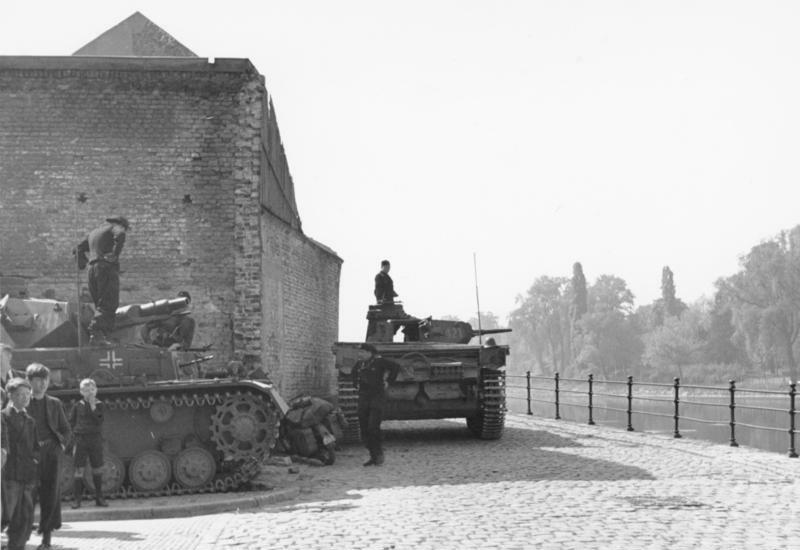
Carri Panzer III e Panzer IV della 4. Panzer-Divisision nel settore di Maastricht.

Questo ripiegamento già il secondo giorno delle operazioni (il comando belga contava di resistere sul Canale Alberto per almeno una settimana) a causa dell'andamento disastroso dei combattimenti, scopriva prematuramente le pianure belghe a nord di Namur in direzione del varco di Gembloux dove dovevano affluire le forze della 1ª Armata francese del generale Blanchard.
Il 1º Corpo d'armata (4ª e 7ª Divisione fanteria) e il 3º Corpo d'armata belga (1ª e 3ª Divisione fanteria) quindi si ritirarono con qualche difficoltà verso nord-ovest per prendere posizione sulla linea KW (da Koningshoyckt a Wavre) sulla sinistra del fronte del BEF del generale Gort, mentre le forze corazzate tedesche del generale Höppner, con in testa la 4. Panzer-Division del generale Stever, seguita sulla sua destra dalla 3. Panzer-Division del generale Stumpff, avanzarono a sud-ovest, occupando Tongres e avvicinandosi ad Hannut, dopo aver sbaragliato la 7ª Divisione fanteria belga che perse oltre 7000 prigionieri. Le altre divisioni belghe riuscirono a ritirarsi tra il 12 e il 14 maggio, inseguite dalle divisioni fanteria della 6ª Armata del generale von Reichenau.
Il pomeriggio del 12 maggio si verificarono i primi scontri tra gli elementi di testa della 4. Panzer-Division e i reparti in arrivo della 3ª Division Légère Mécanique (DLM) francese del generale Langlois, avanguardia del Corpo di Cavalleria del generale René Prioux che si era affrettato in avanti alla notizia del crollo dei belgi per guadagnare tempo in attesa dell'arrivo della 1ª Armata al varco di Gembloux. Di fronte al cedimento delle difese sul Canale Alberto e alla debolezza delle difese dei belgi il generale Prioux aveva proposto fin dall'11 maggio di ripiegare subito sulla posizione meno esposta della Schelda ma i generali Georges e Billotte, preoccupati della coesione del dispositivo alleato, decisero di continuare i movimenti secondo i piani e di bloccare i panzer per almeno quattro giorni, impegnando il Corpo di Cavalleria.
Quindi a partire dal 12 maggio per due giorni le forze corazzate tedesche del 16º Panzerkorps del generale Höppner (circa 700 carri armati, di cui 140 Panzer III e Panzer IV) e francesi del Corpo di Cavalleria del generale Prioux (circa 450 carri, tra cui 160 moderni SOMUA S35) si affrontarono tra Hannut, Merdrop e Perwez, dando vita ad una serie di aspri combattimenti nella pianura belga che costituirono la prima e la più grande battaglia di carri dell'intera campagna di Francia del 1940, ed anche il solo grande scontro corazzato in cui i reparti meccanizzati francesi riuscirono a contrastare i panzer tedeschi, pur finendo per essere costretti a ripiegare.

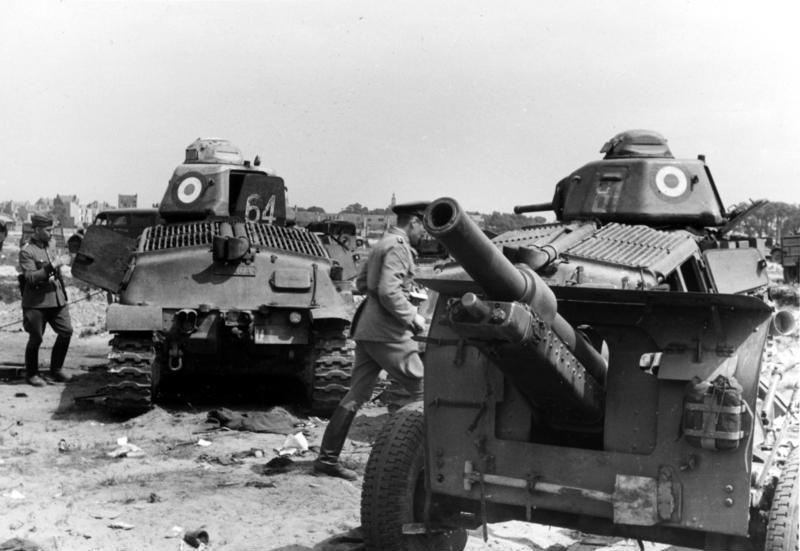
Carri francesi SOMUA S35 distrutti durante la battaglia di Hannut.

Gli scontri iniziali il 12 maggio videro impegnati la 4. Panzer-Division e la 3ª Division Légère Mécanique e si svilupparono tra Jandrain, Chehen e Hannut; i reparti francesi si batterono bene e i carri SOMUA dimostrarono la loro superiorità tecnica e le qualità dei loro cannoni anticarro da 47mm. I panzer subirono perdite, in particolare tra i carri leggeri, ma evidenziarono anche maggiore esperienza e migliori capacità tattiche. Impiegati in modo frammentario, poco mobili e con difficoltà di comunicazione, i reparti francesi vennero progressivamente isolati e battuti dai panzer tedeschi che manovrarono in modo coordinato, grazie alle migliori comunicazioni radio ed alla loro esperienza tattica. Alla fine della giornata la 3ª DLM, dopo aver perso molti carri leggeri H39, abbandonò la linea Hannut-Tirlemont e ripiegò più indietro.
Il 13 maggio la battaglia riprese con maggior intensità, la 4. Panzer-Division del generale Stever venne sostenuta dall'arrivo sulla destra della 3. Panzer-Division del generale Stumpff, mentre entrò in azione per i francesi anche una parte della 2ª DLM del generale Bougrain. I combattimenti più aspri ebbero luogo a Merdrop e a Orp-le-Petit, entrambe le parti subirono perdite, i carri francesi inflissero alcuni scacchi al nemico, ma infine i tedeschi ebbero la meglio, molti squadroni corazzati delle DLM vennero isolati e distrutti dalle manovre e dal tiro dei panzer, anche la Luftwaffe intervenne ripetutamente contro le forze francesi. Infine il generale Prioux ripiegò ad est della posizione di Gembloux; al mattino del 14 maggio i panzer del generale Höppner attaccarono anche quest'ultima posizione del Corpo di cavalleria, respinsero alcuni contrattacchi e raggiunsero la linea principale francese a Gembloux, occupata dalla fanteria del generale Blanchard, mentre le forze meccanizzate del generale Prioux, molto provate, passavano in riserva.
I due giorni della battaglia di carri di Hannut, costarono molte perdite alle due parti ma i tedeschi rimasero padroni del campo e quindi recuperarono gran parte dei mezzi fuori uso; la 4. Panzer-Division registrò 29 perdite definitive (tra cui solo due Panzer III e quattro Panzer IV) e la 3. Panzer-Division venti carri totalmente distrutti. Il Corpo di Cavalleria dovette lamentare la perdita definitiva di oltre 100 mezzi corazzati, di cui 75 carri H39 e 30 SOMUA S35. Le Panzertruppen uscirono vincitrici da questa grande battaglia di carri e dimostrarono la loro superiorità tattica, ma rimasero anche impressionati dalle qualità tecniche dei mezzi nemici e dalle carenze dei loro cannoni anticarro da 37mm.

### Resistenza alleata sulla linea Dyle
La coraggiosa difesa delle due DLM del Corpo di cavalleria del generale Prioux permise alla 1ª Armata francese del generale Blanchard di arrivare in tempo sulla posizione di Gembloux e schierare le sue divisioni; gli scontri tra carri però erano costate molte perdite alle forze meccanizzate francesi che quindi si sarebbero trovate indebolite e, frammentate in piccoli gruppi, non sarebbero più riuscite a battersi in modo efficace contro le forze corazzate tedesche.
Nel frattempo i generali Blanchard e Gort, ignari degli sviluppi disastrosi a sud di Namur (il 14 maggio era già crollato il settore di Sedan), valutavano con ottimismo la situazione: la manovra tedesca sembrava svilupparsi secondo le previsioni e, anche se a causa del cedimento belga, lo schieramento era stato affrettato, le truppe anglo-francesi avevano raggiunto le posizioni e sembravano in grado di combattere una battaglia difensiva sulla Linea Dyle. Alle loro spalle erano presenti le due divisioni di Prioux, mentre era stato previsto fin dal 10 maggio che la 1ª e la 2ª Divisione Corazzata di Riserva (Division Cuirassée de Réserves, DCR), raggruppate inizialmente a Reims, si portassero nel settore di Charleroi per intervenire in caso di difficoltà sulla linea Wavre-Namur.

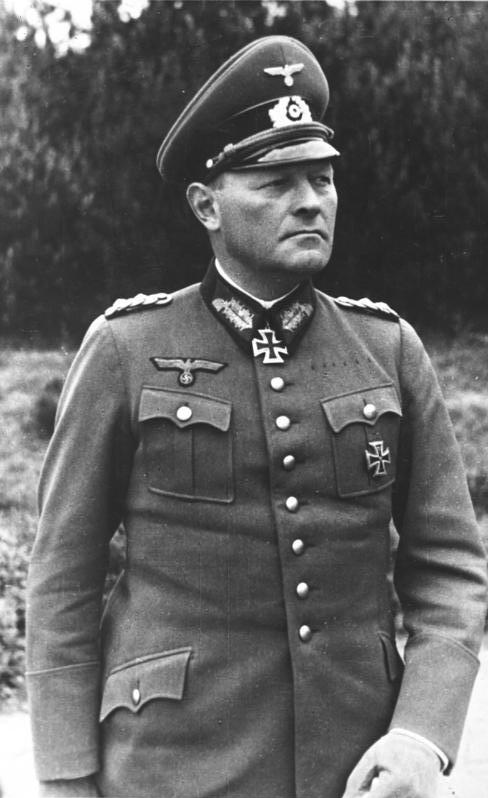
Il generale Erich Höppner, comandante del 16º Panzerkorps, inizialmente assegnato al Gruppo d'armate B.

In realtà il generale Georges, allarmato dalle notizie provenienti dalle Ardenne, già la sera dell'11 maggio aveva diramato una direttiva (la n. 12) che prevedeva l'assegnazione della 2ª e della 3ª DCR al settore di Sedan della 2ª Armata, insieme a quattro divisioni di fanteria. Inoltre la sera del 13 maggio l'Alto comando francese del "Fronte Nord-Est", dopo aver ricevuto le prime notizie dei problemi sulla Mosa vicino a Dinant, prescrisse al generale Bruneau, comandante della 1ª DCR, giunta a nord di Charleroi ed assegnata alla 1ª Armata, di tenersi pronto a contrattaccare a disposizione della 9ª Armata, a sud della Sambre verso Dinant. Alle ore 12.45 del 14 maggio arrivò l'ordine definitivo di soccorrere la 9ª Armata e la 1ª DCR quindi iniziò a muovere con difficoltà a sud abbandonando il settore della 1ª Armata.
A causa della continua avanzata tedesca lungo tutto il fronte occidentale dai Paesi Bassi all'inizio della linea Maginot e dell'offensiva del 16º Panzerkorps del generale Höppner che aveva costretto alla ritirata il Corpo di Cavalleria, i generali Georges e Billotte non furono in grado nemmeno il 14 maggio, nonostante le notizie sugli attraversamenti tedeschi a Sedan e Dinant, di valutare correttamente la situazione e di identificare il vero Schwerpunkt tedesco sulla Mosa a sud di Namur, e quindi considerarono ancora il settore della Linea Dyle, dove erano il BEF e la 1ª Armata, come quello più importante e da difendere ad oltranza, sperando che le misure di rafforzamento adottate permettessero di ristabilire la situazione nei settori della 2ª e della 9ª Armata.

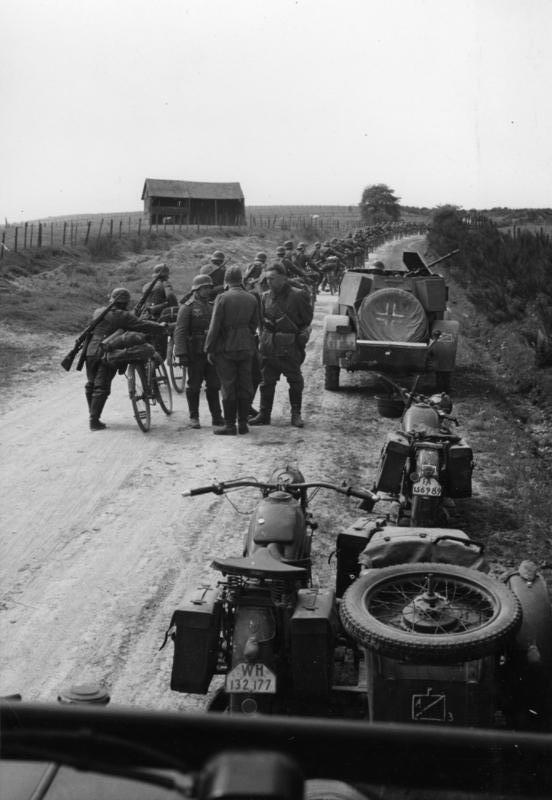
Truppe tedesche in marcia durante il Fall Gelb.

Dal pomeriggio del 14 maggio, mentre a sud di Namur le linee francesi stavano cedendo, era in corso la battaglia nel settore di Gembloux. Il generale Blanchard difendeva questo zona con sei divisioni della sua 1ª Armata, tra cui due divisioni di fanteria nord-africana e una divisione marocchina; la 4. Panzer-Division penetrò nelle linee del 4º Corpo d'armata (generale Aymes) e nella serata del 14 maggio ottenne qualche successo ma l'intervento della 1ª Divisione marocchina e di un battaglione di carri di riserva respinse l'attacco tedesco. Il 15 maggio il generale von Reichenau, comandante della 6ª Armata riprese l'offensiva tra Lovanio e Gembloux e i combattimenti si accesero sia nel settore del BEF che in quello della 1ª Armata francese.
A Lovanio il tentativo di due divisioni fanteria dell'11º Corpo d'armata tedesco di conquistare la città di sorpresa venne respinto dalla 3ª Divisione britannica del generale Montgomery, mentre a Wavre fallirono gli attacchi del 4º Corpo d'armata contro la 2ª Divisione fanteria britannica. Nel settore di Gembloux il 16º Panzerkorps rinnovò il tentativo di sfondare con l'aiuto di due divisioni fanteria; gli attacchi dei panzer contro le difese francesi non ebbero successo e la 4. Panzer-Division subì pesanti perdite. Le divisioni corazzate del generale Höppner, appoggiate anche dagli attacchi aerei della Luftwaffe, guadagnarono terreno nel settore di Ottignies, ma il 4º Corpo d'armata francese (1ª Divisione marocchina e 15ª Divisione motorizzata) contrattaccò e respinse il nemico.
Alle ore 17.00 del 15 maggio il generale von Reichenau sospese gli attacchi per riorganizzare le sue forze. L'offensiva del Gruppo d'armate B del generale von Bock era stata fermata sulla linea Dyle e i generali alleati erano fiduciosi; anche il generale Edmund Ironside, Capo dello Stato maggiore Imperiale, all'oscuro degli sviluppi della situazione, considerò la situazione soddisfacente, mentre a livello politico i dirigenti anglo-francesi, male informati dal generale Gamelin, ignoravano i dettagli operativi della battaglia.
La situazione cambiò totalmente nella notte del 15 maggio; il generale Billotte ordinò ai generali Blanchard e Gort di iniziare subito a ripiegare, abbandonando la linea Dyle per raggiungere inizialmente la linea del Dendre. I catastrofici sviluppi sulla Mosa tra Dinant e Sedan, che avevano quasi sconvolto il generale Georges e il suo quartier generale nella notte del 14 maggio, scoprivano il fianco destro del Gruppo d'armate n. 1 e rendevano essenziale ripiegare subito verso sud-ovest per evitare di essere tagliati fuori dalla marcia del "cuneo corazzato" tedesco verso il mare.

### L'attacco delle Panzer-Division sulla Mosa
Alle ore 16.00 del 12 maggio elementi della 7. Panzer-Division del generale Rommel, che, alla testa del 15º Panzerkorps del generale Hoth, era avanzata di oltre 100 km in due giorni nei boschi delle Ardenne e respinto la 4ª DLC francese, raggiunsero per primi la Mosa a Dinant; la cittadina, posta a est del corso d'acqua, venne conquistata, ma il ponte sul fiume era già stato fatto saltare regolarmente dai genieri francesi.

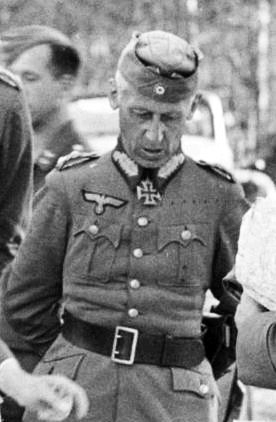
Il generale Hermann Hoth, comandante del 15º Panzerkorps durante il Fall Gelb.

La difesa di questo tratto della Mosa era stata assegnata dal generale André Corap, comandante della 9ª Armata francese, all'11º Corpo d'armata del generale Martin con la 18ª Divisione fanteria che, priva di mezzi motorizzati, avrebbe dovuto percorrere dalla frontiera a piedi quasi cento km di strade per raggiungere le posizioni. I generali francesi contavano di arrivare sulla Mosa entro cinque giorni dal 10 maggio e, considerando la minaccia tedesca in questo settore di minore rilievo, speravano di organizzare in tempo le difese in attesa di un eventuale attacco. La 18ª Divisione del generale Duffet la sera del 12 maggio era quindi ancora in ritardo e aveva presenti sul posto solo tre battaglioni e alcuni elementi delle divisioni di cavalleria

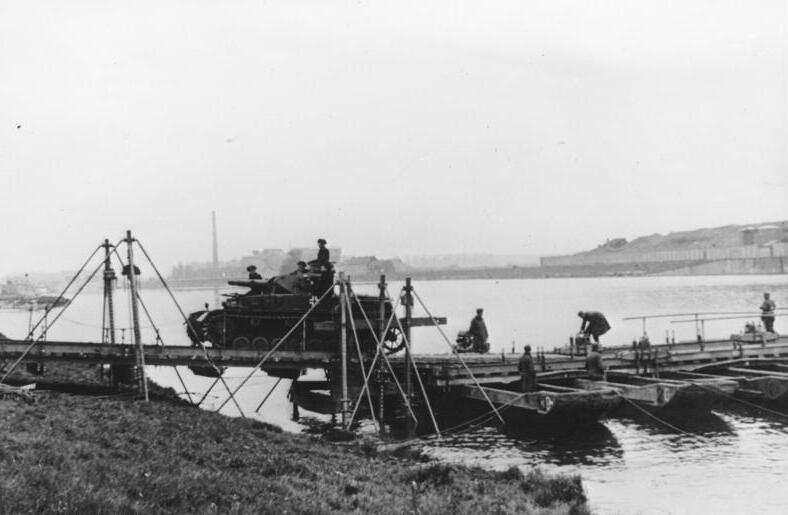
Un Panzer IV attraversa la Mosa durante il Fall Gelb.

Il generale Rommel non attese il grosso della sua divisione corazzata e già nella serata del 12, sfruttando una chiusa sull'isola di Houx al centro del fiume, riuscì a costituire una piccola testa di ponte sulla riva sinistra della Mosa. I confusi contrattacchi sferrati dal generale Duffet con alcuni reparti di fanteria e carri armati nella giornata del 13 maggio fallirono per la disorganizzazione francese ed anche per l'energia del generale Rommel che prese la guida diretta delle operazioni; quindi alla fine del giorno 13, la 7. Panzer-Division poté rafforzare la sua testa di ponte e cominciare a costruire ponti mobili a Bouvignes per trasportare i carri armati oltre il fiume, mentre i francesi mostravano segni di cedimento.
Il 13 maggio giunse alla Mosa, nell'impervio settore di Monthermé anche la 6. Panzer-Division del generale Werner Kempf, appartenente al 41º Panzerkorps del generale Reinhardt, formazione del fianco destro del "cuneo corazzato" del Panzergruppe Kleist. Il corpo corazzato del generale Reinhardt era avanzato, a causa della carenza di strade, in secondo scaglione alle spalle del 19º Panzerkorps, ed entrò in azione solo alle ore 16.00 del 13 maggio quando i reparti della 6. Panzer-Division attaccarono a Monthermé in un'area dove il corso del fiume formava varie anse e scorreva incassato in aspri dirupi, quasi inaccessibili.
La difesa era costituita da reparti della 102ª Divisione fanteria da fortezza, formazione statica e priva di mezzi motorizzati ma combattiva e pronta alla battaglia, appartenente al 41º Corpo d'armata del generale Libaud. L'attacco dei fucilieri tedeschi si sviluppò sotto il fuoco dei mitraglieri (formati anche da soldati indocinesi e malgasci) ed incontrò difficoltà; solo nella tarda serata, grazie al fuoco di appoggio dei panzer dalla riva destra ed all'intervento della Luftwaffe, i tedeschi attraversarono il fiume su canotti. La conformazione del terreno però impedì di sfruttare il successo ed il 14 maggio la 6. Panzer-Division rimase bloccata dal fuoco dei reparti della 102ª Divisione da fortezza.

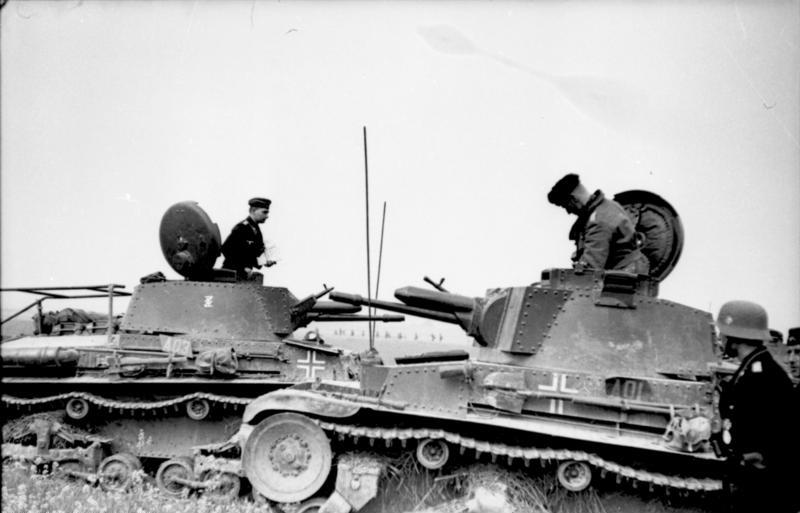
Carri armati tedeschi Pz35 (t) di origine ceca, appartenenti alla 6. Panzer-Division, durante il Westfeldzug.

Mentre la 9ª Armata subiva due attacchi e cedeva alcune pericolose teste di ponte sulla Mosa, un terzo e decisivo attacco era in pieno svolgimento il 13 maggio più a sud dove il 19º Panzerkorps del generale Heinz Guderian (con tre divisioni corazzate e oltre 850 carri armati) aveva raggiunto in forze il fiume nel settore di Sedan, difeso dal 10º Corpo d'armata del generale Grandsand appartenente alla 2ª Armata del generale Charles Huntziger. Le importanti difese di Sedan, alla cerniera tra la 9ª e la 2ª Armata erano state trascurate dal comando francese; minimizzando i rischi di un attacco nemico dalle Ardenne, il generale Huntziger aveva rassicurato i generali Gamelin e Georges sulla solidità delle sue difese a Sedan, affidate in realtà solo alle due deboli e poco addestrate divisioni del 10º Corpo (55ª e 71ª Divisione fanteria), costituite da reparti di riservisti carenti di difese antiaeree e anticarro anche se sostenute da una potente artiglieria campale.
Nonostante l'inatteso arrivo in forze delle Panzer-Division sul fiume, i generali Grandsand e Lafontaine (comandante della 55ª Divisione) sembrarono non molto preoccupati la mattina del 13 maggio e ritenevano di avere tempo per rafforzare le linee e di poter respingere un attacco oltre il fiume dalle loro posizioni sulle colline. I generali Georges e Roton furono invece allarmati dalle notizie provenienti dalle Ardenne e, dopo aver attivato già l'11 maggio le prime riserve, il pomeriggio del 12 maggio disposero il trasferimento d'urgenza a Sedan della 3ª Divisione Corazzata di Riserva, della 3ª Divisione motorizzata e della 14ª Divisione fanteria per rafforzare le difese e contrattaccare.
In realtà il generale Guderian, le cui divisioni corazzate non erano ancora concentrate, non mancava di preoccupazioni e avrebbe preferito rinviare l'attacco al 14 maggio, ma il generale von Kleist, sperando di cogliere di sorpresa i francesi, impose di sferrare l'offensiva subito e promise il concorso della Luftwaffe che nel pomeriggio del 13 maggio sarebbe stata concentrata nel settore.

### Crollo delle difese francesi a Sedan
A partire dalle ore 11.00 del 13 maggio la Luftwaffe (Luftflotte 3 del generale Hugo Sperrle) sferrò una serie incessante di attacchi alle postazioni francesi; non ostacolati dalle aviazioni alleate, gli aerei tedeschi, in particolare i temibili Stukas, colpirono impunemente per ore le linee nemiche, infliggendo danni alle fortificazioni ma soprattutto scuotendo il morale dei soldati francesi. In particolare, gli artiglieri sospesero il fuoco di interdizione, mentre anche i fanti furono molto scossi dai continui attacchi aerei. Alle ore 16.00 fucilieri e pionieri iniziarono l'attraversamento della Mosa su canotti; la resistenza dei difensori della 55ª Divisione fanteria, demoralizzati e in parte in fase di trasferimento, fu debole ed in pochi minuti i tedeschi raggiunsero la riva sinistra del fiume.

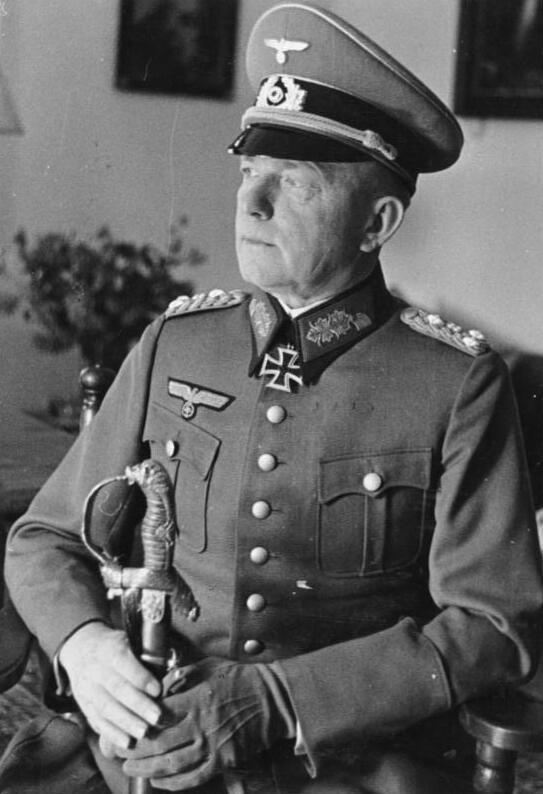
Il generale Paul Ludwig Ewald von Kleist, comandante del Panzergruppe che effettuò lo sfondamento decisivo sulla Mosa.

I successi maggiori furono raggiunti al centro del fronte d'attacco da un reggimento fucilieri della 1. Panzer-Division del generale Kirchner e dal reggimento Grossdeutschland, che scardinarono le difese tra Glaire e Torcy e avanzarono in profondità; a sinistra, a Wadelincourt, anche la 10. Panzer-Division del generale Schaal riuscì a costituire una solida testa di ponte, mentre a destra la 2. Panzer-Division del generale Veiel, giunta in ritardo, attraversò a Donchery solo con pochi uomini. Nelle ore successive i fucilieri della 1. Panzer-Division, al comando del colonnello Balck sfruttarono audacemente il successo e, poco ostacolati dai difensori in disfacimento, conquistarono le alture del Bois de la Marfée ed alle ore 23.00 raggiunsero Chéhéry a otto km a sud della Mosa.

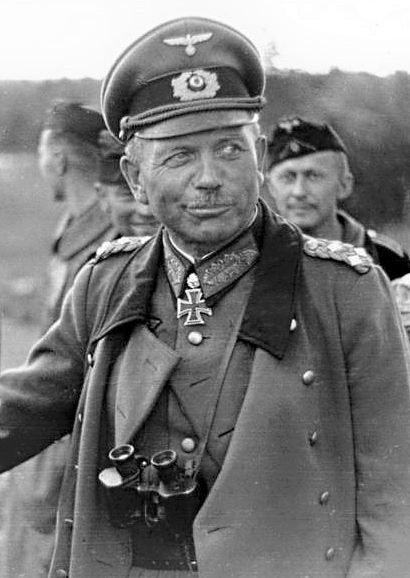
Il generale Heinz Guderian, grande esperto di mezzi corazzati e protagonista della vittoria a Sedan.

Dalle ore 18.00 del 13 maggio la situazione francese si era aggravata: le truppe, scosse dai bombardamenti e dalla violenza dell'attacco, ebbero un crollo morale, gli artiglieri abbandonarono i cannoni, si verificarono fenomeni di panico. Nella notte la 55ª Divisione fanteria era ormai quasi distrutta, l'artiglieria era perduta e la 1. Panzer-Division alle ore 07.00 del 14 maggio poté iniziare, dopo la costruzione di un ponte mobile a Gaulier, il passaggio dei suoi panzer oltre il fiume.
Le notizie disastrose da Sedan provocarono costernazione nei quartier generali francesi, il generale Georges, rassicurato da Huntziger, tranquillizzò a sua volta il generale Gamelin, ma nella notte del 14 maggio fu quasi colto dal panico di fronte alle notizie della rotta, mentre il generale Billotte durante la giornata richiese disperatamente l'intervento delle aviazioni alleate. Il generale Grandsand, comandante del 10º Corpo d'armata a Sedan, fin dalle ore 19 del 13 maggio aveva cercato di bloccare l'avanzata tedesca con l'impiego delle sue riserve; ma i reparti si mossero con lentezza in mezzo agli sbandati che abbandonavano il fronte. Solo alle ore 07.00 del 14 maggio due battaglioni di carri leggeri e reparti di fanteria contrattaccarono verso Bulson e Chéhéry, ma ormai le prime compagnie panzer della 1. Panzer-Division erano già a sud del fiume e respinsero facilmente il contrattacco, distruggendo gran parte dei carri leggeri francesi. Alle ore 09.00 i carri armati tedeschi erano a Bulson, mentre sulla loro sinistra anche la 10. Panzer-Division faceva rapidi progressi di fronte alla 71ª Divisione fanteria.
Il generale Guderian, che dirigeva personalmente le operazioni, trascorse la prima parte del 14 maggio a rafforzare la sua testa di ponte ed a organizzare il passaggio dei carri armati, sfruttando lo sfacelo delle difese. Quindi nel primo pomeriggio Guderian prese l'audace decisione, nonostante un contrasto con il prudente generale von Kleist che avrebbe preferito attendere le forze di fanteria, di far girare subito verso ovest la 1. e la 2. Panzer-Division per attraversare il corso d'acqua del Bar e avanzare a nord dell'Aisne e della Somme, coprendo questa manovra con il reggimento Grossdeutschland e la 10. Panzer-Division schierate nella cittadina di Stonne.
Nella mattinata del 14 maggio fallirono gli attacchi sferrati dalla RAF e dall'Armée de l'air contro i ponti mobili costruiti dai tedeschi sulla Mosa; le difese contraeree furono molto efficaci e i caccia della Luftwaffe inflissero gravi perdite agli assalitori che non ottennero alcun risultato contro i ponti né poterono frenare l'avanzata.
Nel corso del 14 maggio quindi le due Panzer-Division attaccarono verso ovest e attraversarono il Bar dopo aver superato la resistenza della 5ª Divisione Leggera di Cavalleria ed della 3ª Brigata Spahis. Nel frattempo, nel primo mattino del 14, erano arrivate a sud di Stonne le potenti riserve che il generale Georges aveva inviato di rinforzo fin dalla sera del 12 maggio. La 3ª Divisione Corazzata di Riserva del generale Brocard, con oltre 150 carri armati, tra cui circa 60 carri pesanti B1 bis, e la 3ª Divisione motorizzata, sotto il comando del 21º Corpo d'armata del generale Flavigny, si trovavano in posizione utile per contrattaccare verso nord e avrebbero potuto minacciare il fianco sinistro del 19º Panzerkorps, coperto inizialmente solo dal reggimento Grossdeutschland.

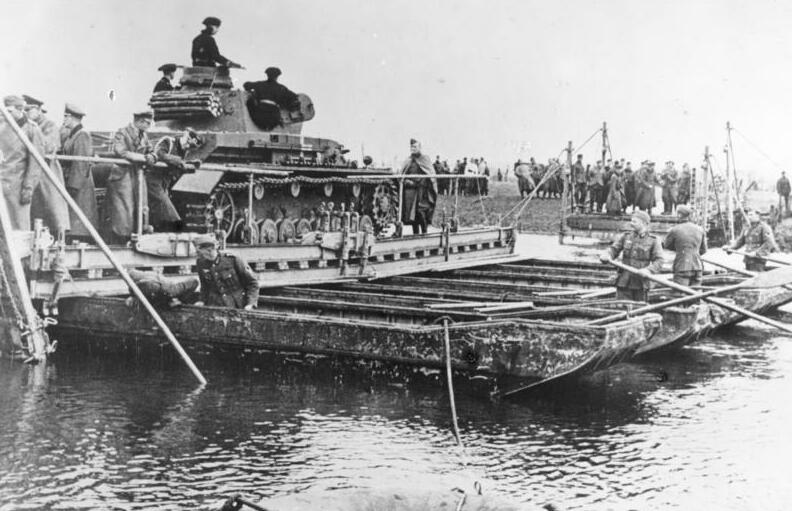
Le forze corazzate del generale Heinz Guderian superano la Mosa a Sedan.

Ma i generali francesi dimostrarono scarsa iniziativa: Huntziger emanò ordini contraddittori, il generale Flavigny, poco esperto di manovre con mezzi corazzati, rinviò ripetutamente l'attacco, sparpagliando le sue formazioni nelle campagne, e sia il 14 che il 15 maggio la 3ª DCR del generale Brocard, frammentata in piccoli gruppi, si limitò ad azioni locali intorno a Stonne e non lanciò mai il contrattacco verso Sedan. Nei giorni seguenti i carri armati francesi della 3ª DCR combatterono una serie di aspri scontri a Stonne contro il Grossdeutschland e la 10. Panzer-Division: entrambe le parti subirono gravi perdite, ma i tedeschi respinsero gli attacchi e mantennero le posizioni.

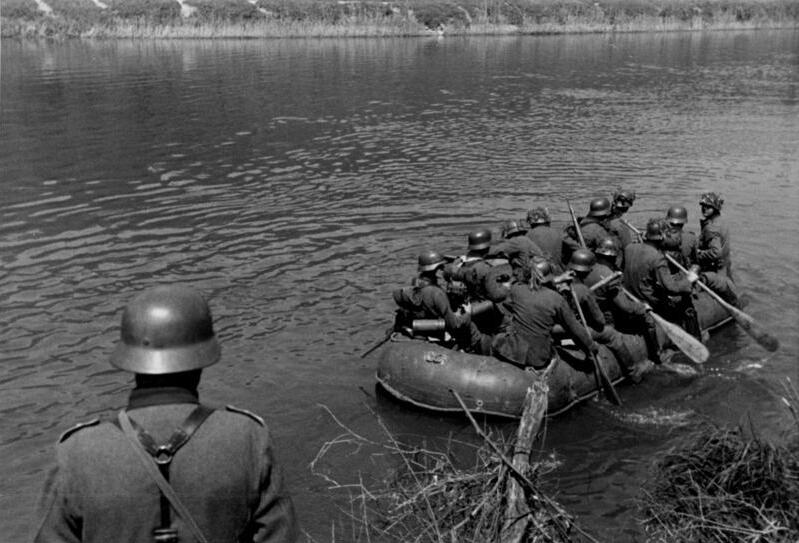
I soldati tedeschi attraversano la Mosa su canotti.

Il 15 maggio quindi, mentre il generali Flavigny e Huntziger sprecavano una favorevole occasione e disperdevano le loro forze corazzate, il generale Guderian poté continuare la sua avanzata verso ovest con la 1. e la 2. Panzer-Division. Sulla linea della Vence reparti di Spahis si batterono con valore a La Horgne contro la 1. Panzer-Division del generale Kirchner, mentre a Bouvellemont entrò in azione la 14ª Divisione del generale de Lattre. Dopo duri combattimenti questa coraggiosa resistenza venne superata mentre anche la debole 53ª Divisione fanteria, inviata dal generale Corap, si disgregò rapidamente di fronte alla 2. Panzer-Division del generale Veiel.
Il mattino del 16 maggio i panzer erano liberi di marciare, quasi senza opposizione, nella pianura verso Laon, Rethel e Montcornet, mentre gli sbandati francesi rifluivano verso sud e numerosi prigionieri venivano catturati. Il generale Guderian, dopo un nuovo contrasto con il generale von Kleist (il generale rassegnò anche per un momento le dimissioni), desideroso di rallentare l'avanzata nel timore di minacce sui fianchi, spinse ancora in avanti le sue colonne corazzate. La 2. Panzer-Division raggiunse alle ore 11.00 del 16 maggio, Montcornet, 60 km a ovest di Sedan, dove ebbe la sorpresa di incontrare i panzer della 6. Panzer-Division del generale Kempff, del 41º Panzerkorps del generale Reinhardt, che erano arrivati in città alle ore 17.00 del 15 maggio, provenienti da Monthermé.

### Distruzione della IX Armata

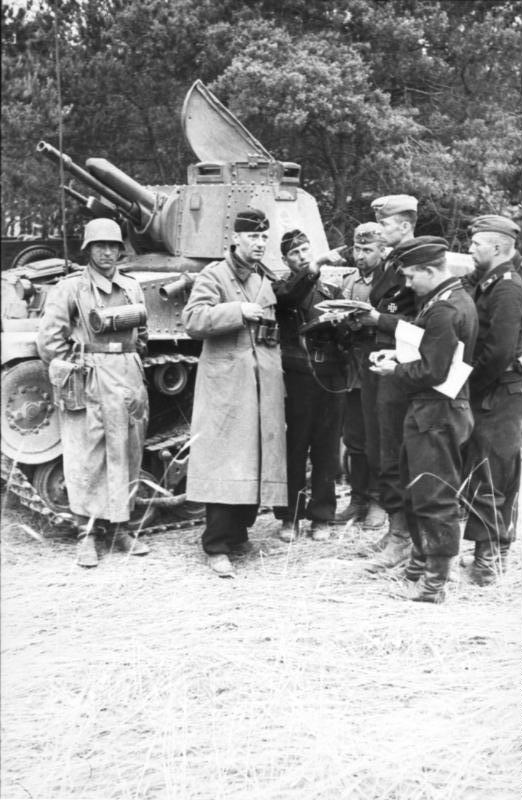
Ufficiali della 6. Panzer-Division discutono la situazione durante l'offensiva della Wehrmacht.

Il 14 e il 15 maggio era crollata la resistenza della IX Armata che, già in difficoltà a Dinant e Monthermé, si trovava con il fianco destro scoperto a causa del cedimento della 2ª Armata a Sedan. A Dinant il generale Rommel il 14 maggio continuò ad espandere la sua testa di ponte e, con l'arrivo del grosso dei suoi carri armati, superò la resistenza della 18ª Divisione fanteria, occupò Onhaye e Morville e marciò durante la notte su Philippeville. Intanto più a nord, anche l'altra divisione corazzata del XV Panzerkorps del generale Hoth, la 5. Panzer-Division del generale von Hartlieb, superò la Mosa a Yvoir, mentre più a sud, vicino a Givet, anche la 32ª Divisione fanteria attraversò il fiume nel settore difeso dalla 22ª Divisione fanteria.

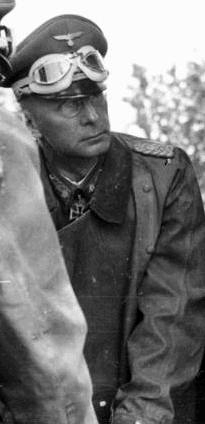
Il generale Georg-Hans Reinhardt, al comando del 41º Panzerkorps durante la campagna di Francia.

Alle ore 19.00 del 14 maggio il generale Martin, comandante del XI Corpo d'armata, prese la disastrosa decisione di ritirare le sue divisioni (18ª e 22ª Divisione fanteria) su una linea più arretrata abbandonando la difesa del fiume. Le due demoralizzate divisioni si disgregarono nella ritirata e, sottoposte agli attacchi aerei della Luftwaffe che il 14 maggio intervenne nel settore della 9ª Armata, non poterono più contenere l'avanzata delle divisioni del generale Hoth.
Durante drammatiche discussioni nella notte del 15 maggio, i generali Corap e Billotte, preoccupati dagli ordini di ritirata di Martin, decisero un arretramento ancora più profondo, fino ad una linea Rocroi-Signy-l'Abbaye, e si parlò di ripiegare fino alla linea di frontiera. Il generale Billotte rinviò invece l'ordine di ritirata per le sue armate anglo-francesi che si stavano appena schierando sulla Linea Dyle. I generali francesi speravano ancora di salvare la situazione con l'arrivo da nord della 1ª Divisione Corazzata di Riserva del generale Bruneau e della 4ª Divisione fanteria nordafricana del generale Sancelme, assegnate dal generale Georges fin dalle ore 12 del 14 maggio alla IX Armata di Corap.
Il generale Billotte alle ore 4.00 del 15 maggio avvertì il generale Georges della critica situazione della 9ª Armata e sollecitò un cambio di comando per galvanizzarne la resistenza sulla nuova linea più arretrata. Quindi il generale Giraud, già comandante della VII Armata, venne nominato alla guida dell'armata in difficoltà al posto del generale Corap e nel pomeriggio assunse il comando al Quartier generale di Vervins, ma fin dall'inizio si trovò di fronte a una situazione drammatica. All'oscuro della posizione delle sue divisioni, senza collegamenti, con le riserve ormai esaurite il generale Giraud, malgrado il suo entusiasmo e le sue capacità, non poté fare nulla per arginare lo sfacelo delle sue truppe.
Il 15 maggio la 9ª Armata armata venne definitivamente distrutta dalle divisioni del Panzergruppe Kleist e del 15º Panzerkorps: a nord la 5ª Divisione motorizzata si disgregò durante la ritirata, mentre le due divisioni dell'11º Corpo d'armata del generale Martin (18ª e 22ª) vennero disperse dai panzer del generale Hoth (7. e 5. Panzer-Division) in marcia su Philippeville e Florennes. Infine a sud le divisioni del 41º Corpo d'armata del generale Libaud (61ª di fanteria e 102ª da fortezza) che avevano resistito a Monthermé per tutto il 14 maggio, ricevettero al mattino del 15 maggio l'ordine di ripiegare, ma durante lo sganciamento vennero attaccate e sopraffatte dalla 6. Panzer-Division, che era riuscita a sbucare fuori da Monthermè, e dalla 8. Panzer-Division del generale Kuntzen, che aveva superato la Mosa a Nouzonville. Alle ore 17.00 del 15 maggio la 6. Panzer-Division del generale Kempff, dopo una rapida avanzata in mezzo alle colonne francesi in rotta, raggiunse Montcornet, 60 km a ovest della Mosa, suggellando il crollo in soli tre giorni della 9ª Armata.

### Fallimento dei contrattacchi e panico nell'alto comando alleato
(Dialogo telefonico tra il Ministro della Guerra Édouard Daladier e il generale Maurice Gamelin nel pomeriggio del 15 maggio 1940)
Nella notte del 14 maggio il generale Aimé Doumenc, quartiermastro generale dell'Esercito francese, aveva tentato di risollevare il generale Georges delineando una manovra per chiudere le brecce aperte in tre punti del fronte della Mosa. Tre Divisioni Corazzate di Riserva, da sud la 3ª DCR, da nord la 1ª DCR e da ovest la 2ª DCR, avrebbero contrattaccato per respingere le ancora deboli formazioni nemiche oltre il fiume. La manovra, teoricamente ancora eseguibile il 14 o il 15 maggio, sarebbe fallita in pochi giorni a causa di errori tattici, della disorganizzazione e della confusione nelle file francesi.
Mentre la 3ª DCR del generale Brocard il 14 e il 15 maggio veniva impiegata a piccoli gruppi in compiti difensivi dal comando della 2ª Armata invece di contrattaccare su Sedan, il generale Bruneau, comandante della 1ª DCR, nel pomeriggio del 14 maggio aveva portato faticosamente la sua formazione a sud della Sambre in direzione di Dinant; ma i movimenti dell'unità corazzata, equipaggiata con 156 carri armati tra cui 66 B1 bis, furono lenti e confusi, in mezzo alle masse di sbandati. Inoltre la divisione, priva delle cisterne di rifornimento disperse nelle retrovie, si ritrovò senza carburante; al mattino del 15 maggio il generale Bruneau, privo di ordini, si trovava con la sua divisione senza carburante, ferma e dispersa in mezzo alla campagna tra Florennes e Flavion.

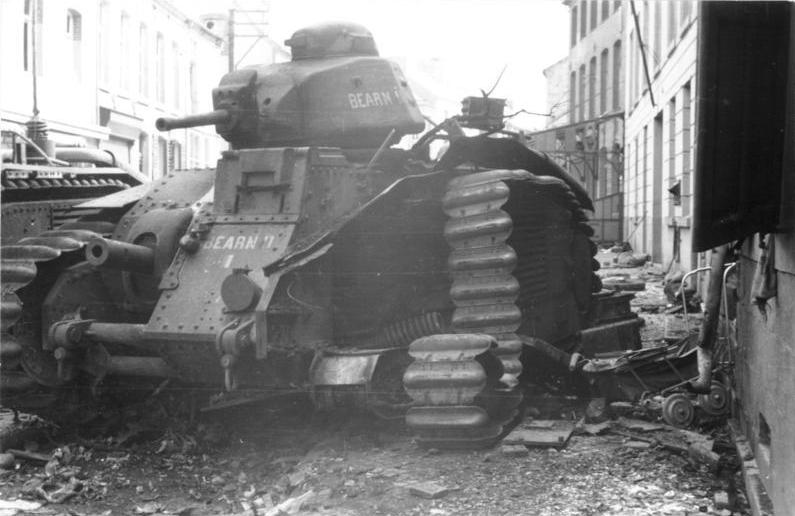
Un carro pesante francese B1 bis distrutto.

Durante la giornata la divisione corazzata, quasi immobile, venne attaccata da sud a Flavion dai panzer della 7. Panzer-Division del generale Rommel; dopo aver inflitto gravi perdite, Rommel proseguì verso ovest, aggirando la 1ª DCR, che venne quasi subito attaccata anche da nord-est dai panzer della 5. Panzer-Division, l'altra divisione del 15º Panzerkorps del generale Hoth; durante gli scontri di carri, i francesi combatterono quasi da fermo in piccoli gruppi, sfruttando i loro cannoni pesanti da 75 e da 47mm. La 5. Panzer-Division, sostenuta anche dalla Luftwaffe, ebbe la meglio e, nonostante alcune perdite, distrusse sistematicamente le unità francesi. Alla fine del 15 maggio il generale Bruneau, dopo aver perso oltre 100 carri, non poté che ripiegare verso la frontiera. Nei giorni seguenti, i gruppi superstiti della 1ª DCR vennero distrutti in una serie di piccoli scontri a Beaumont, Denée, Solre-le-Château e Avesnes contro i panzer della 7. e della 5. Panzer-Division e contro i reparti anticarro tedeschi; la sera del 16 maggio rimanevano solo 17 carri armati francesi in azione, il 19 maggio lo stesso generale Bruneau sarebbe stato fatto prigioniero a sud di Cambrai da reparti della 6. Panzer-Division.
Nel frattempo, il generale Rommel aveva continuato ad avanzare con la 7. Panzer-Division, conquistando Avesnes, Landrecies e Le Cateau e arrestandosi il mattino del 17 maggio dopo aver catturato 10000 prigionieri e 100 carri armati. La distruzione della 1ª DCR e la sconfitta anche della 4ª Divisione nordafricana del generale Sancelme e della 9ª Divisione motorizzata del generale Didelet, inviate dal generale Billotte da nord, aprivano ora ai carri tedeschi la strada verso Arras e Cambrai. Entro il 20 maggio entrambe le divisioni cessarono di esistere e i generali Sancelme e Didelet vennero catturati.

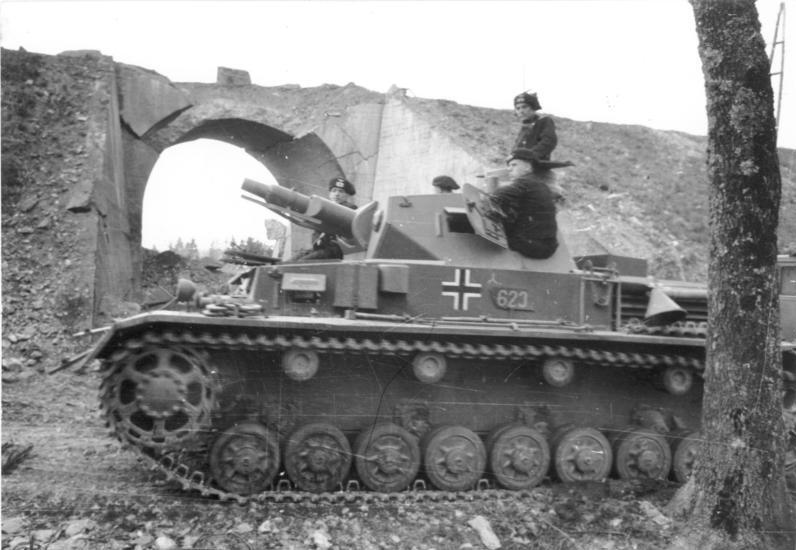
Un Panzer IV della 5. Panzer-Division in azione durante il Westfeldzug.

Il 17 maggio anche la 2ª Divisione Corazzata di Riserva del generale Bruché venne sprecata dal comando francese; trasportata parte per ferrovia e parte su strada, si sparpagliò a nord e a sud dell'Aisne e perse ogni capacità offensiva. Una serie di piccoli reparti di carri armati isolati si schierarono sull'Oise per cercare di bloccare l'avanzata dei panzer dei generali Guderian e Reinhardt. Attaccati da forze preponderanti (quattro divisioni corazzate), non poterono difendere la linea del fiume e vennero superati o distrutti; alla fine del 17 maggio la 9ª Armata non esisteva più e le riserve mobili francesi erano ormai esaurite, mentre il generale Hoth si avvicinava a Cambrai, il generale Guderian conquistava San Quintino, e il generale Reinhardt occupava Guise e Le Catelet dove travolse il quartier generale della 9ª Armata. Il generale Giraud sarebbe stato catturato dalla 6. Panzer-Division alle ore 06.00 del 19 maggio.

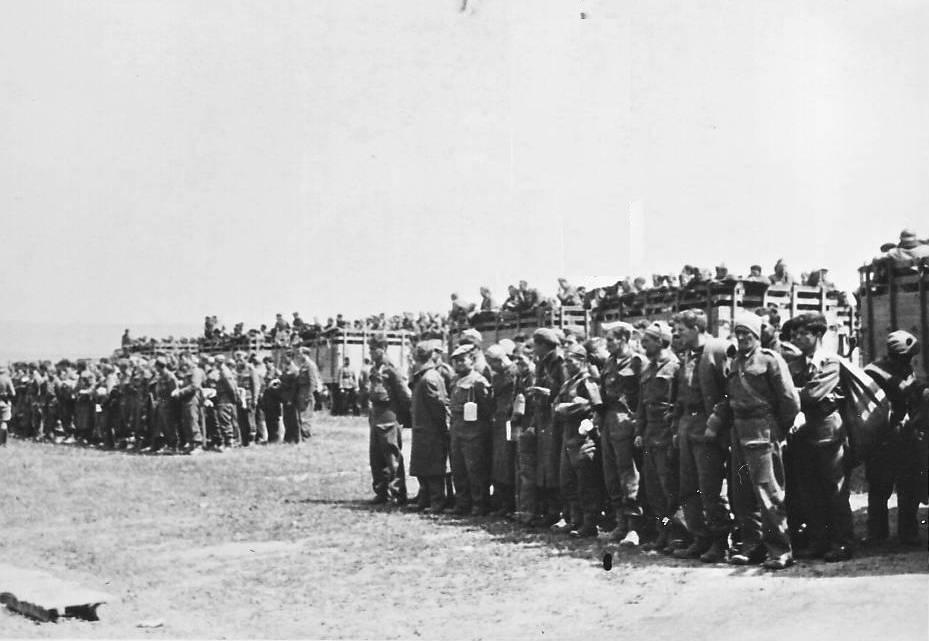
Prigionieri alleati, principalmente francesi, catturati dalla Wehrmacht durante il Fall Gleb.

Nella dirigenza politico-militare alleata solo nella giornata del 15 maggio si prese finalmente coscienza del disastro: il Presidente del Consiglio Paul Reynaud e il Ministro della guerra Édouard Daladier vennero allertati del crollo sulla Mosa il pomeriggio del 14 maggio e poi la sera del 15 maggio, dal generale Gamelin che a sua volta, male informato da Georges, apprese solo dai comandi territoriali della disfatta e degli sbandati che si ritiravano nel caos. Si temette che i panzer tedeschi segnalati tra Laon e Rethel puntassero su Parigi; la notte del 16 maggio il generale Gamelin avvertì Daladier della possibile caduta della capitale, si organizzò, in un'atmosfera di disastro, il trasferimento del governo. Winston Churchill, venne avvertito alla 7.30 del 15 maggio da Reynaud in termini drammatici dello sfondamento a Sedan e del pericolo di una disfatta, e il Primo Ministro britannico, sconcertato e incredulo, si recò subito a Parigi per chiarire la situazione.
Durante i burrascosi incontri del 16 maggio, Churchill in un primo momento sembrò non comprendere la situazione e la potenza dei panzer, e si mostrò ottimista e risoluto; cercò di scuotere i generali e i politici francesi e sollecitò un immediato contrattacco. I francesi invece evidenziarono la superiorità delle forze corazzate tedesche e richiesero con insistenza, ma senza successo per il rifiuto di Churchill, il concorso alla battaglia della totalità dei caccia della RAF. Nei giorni seguenti il "cuneo corazzato" tedesco diresse verso la Manica e non verso la capitale e quindi la situazione a Parigi migliorò, ma dal punto di vista strategico-operativo l'evoluzione delle operazioni divenne sempre più sfavorevole agli alleati: il Gruppo d'armate n. 1 del generale Billotte, in ritirata dal 16 maggio, rischiava di essere isolato nelle Fiandre dalla marcia delle Panzer-Division tedesche.

## Sichelschnitt

### I panzer verso le coste della Manica
(Affermazione di Winston Churchill durante i colloqui il 16 maggio 1940 a Parigi con i dirigenti francesi)
(Frase del generale Franz Halder riportata nel suo Diario di guerra in data 16 maggio 1940)

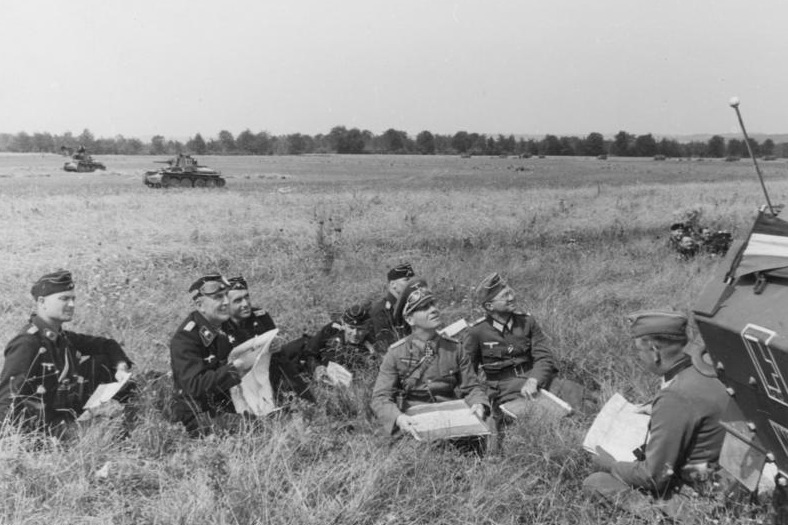
Il generale Erwin Rommel in compagnia dei suoi ufficiali della 7. Panzer-Division durante una pausa dell'avanzata.

In realtà nel Quartier generale del Führer a Bad Münstereifel, nonostante le notizie molto positive, regnava l'inquietudine; di fronte alla portata delle vittorie Hitler mostrò grande nervosismo, temendo che si ripetesse lo sfortunato episodio della Marna del 1914 che aveva vanificato una serie di successi apparentemente altrettanto decisivi dell'Esercito del Kaiser. Il 17 e il 18 maggio si verificarono aspri scontri verbali tra Hitler e il generale Halder che mantenne invece durante la campagna una fredda lucidità, mostrando calma e sicurezza. Il Führer invece, spalleggiato dal generale Keitel e dallo stesso comandante del Gruppo d'armate A, generale von Rundstedt, insistette sulla necessità di rallentare le forze mobili e di essere pronti ad una controffensiva nemica; sottolineò inoltre l'importanza di portare avanti con urgenza le divisioni fanteria. Sul campo ripresero i contrasti tra il prudente generale von Kleist, comandante del Panzergruppe, ed il suo subordinato generale Guderian; l'avanzata venne temporaneamente sospesa il 17 maggio per riprendere poi subito, dopo nuove discussioni sul mancato arrivo della fanteria e sull'impiego sul fianco della 10. Panzer-Division.
Nel frattempo, mentre le forze motorizzate del 14º Corpo d'armata del generale von Wietersheim e le fanterie della 4ª e della 12ª Armata finalmente si avvicinavano e prendevano possesso del territorio conquistato, permettendo di disimpegnare la 10. Panzer-Division e di organizzare uno schieramento di copertura sull'Aisne e la Somme, l'Alto comando tedesco rafforzò il "cuneo corazzato". Anche le due Panzer-Division del 16º Panzerkorps del generale Höppner, che avevano combattuto nel Gruppo d'armate B del generale von Bock, vennero trasferite il 17 maggio al Gruppo d'armate A del generale von Rundstedt, facendo salire a nove il numero delle divisioni corazzate tedesche in avanzata nel varco di oltre 100 km di ampiezza aperto nel fronte francese dopo la distruzione della 9ª Armata ed il ripiegamento verso sud della 2ª Armata.

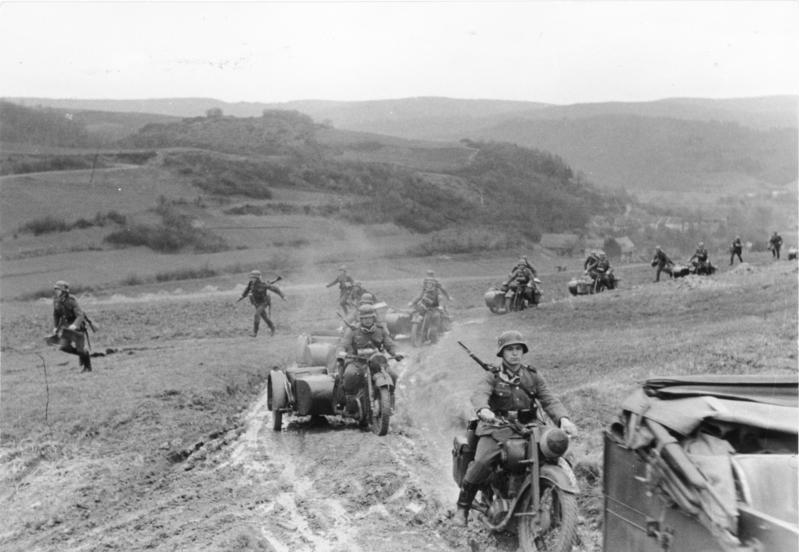
Le colonne motorizzate della Wehrmacht avanzano nelle pianure franco-belghe.

Il comando francese dal 17 maggio fece un ultimo tentativo di sbarrare la via del mare alle divisioni corazzate tedesche. Il generale Georges ipotizzò la costituzione di una linea difensiva Aisne-Oise-Sambre (fiumi in realtà già superati dalle colonne tedesche) e pianificò una controffensiva sui fianchi del cuneo nemico impegnando però reparti inesistenti o già disfatti. Da nord avrebbero dovuto attaccare la 1ª Division Cuirassée de Réserves (DCR), che in realtà era stata distrutta dal 15º Panzerkorps del generale Hoth, e la 1ª Division Légère Mécanique (DLM) del generale Picard, con il sostegno dalla 5ª Divisione nordafricana (generale Agliany) e dalla 1ª Divisione nordafricana (generale Tarrit), mentre si contava ancora sulla 2ª DCR che era invece completamente disorganizzata e frazionata.
A sud dello sfondamento, il comando francese del “Fronte Nord-Est” improvvisò il 19 maggio un nuovo Gruppo d'armate n. 3, affidato al generale Antoine Besson, costituito dalla 6ª Armata del generale Robert Touchon, organizzata teoricamente fin dal 15 maggio e schierata sull'Aisne con i resti della cavalleria francese e la 14ª e 36ª Divisione fanteria, rinforzate dalla 10ª e 44ª Divisione, e dalla 7ª Armata, organizzata a partire dal 17 maggio con il quartier generale dell'armata inviata nei Paesi Bassi, affidandone il comando al generale Aubert Frère, e schierandola lungo il corso della Somme.
La 7ª Armata venne potenziata da quattro divisioni di fanteria, tre divisioni coloniali, la 7ª Divisione nordafricana, i resti di due divisioni leggere di cavalleria e con la 4ª Divisione Corazzata di Riserva, appena costituita ed affidata al comando del colonnello Charles de Gaulle. Inoltre era previsto l'afflusso anche dell'unica divisione corazzata britannica, la 1ª Armoured Division al comando del generale Richard Evans. Originariamente la 6ª Armata avrebbe dovuto chiudere il varco aperto dalla ritirata della 2ª Armata a sud di Sedan e ripristinare il collegamento con la 9ª Armata, ma il compito si rivelò impossibile e le forze del generale Touchon riuscirono solo ad organizzare un fronte difensivo sull'Aisne. Quanto alla 7ª Armata, avrebbe dovuto costituire il braccio meridionale di un potente attacco combinato con il Gruppo d'armate n. 1, contro il "cuneo corazzato" tedesco, ma anche questo progetto sarebbe subito fallito.
Il nuovo piano del generale Georges del 17 maggio era inattuabile: la 1ª e la 2ª DCR erano distrutte o disperse, mentre la 1ª DLM del generale Picard, proveniente dai Paesi Bassi, si esaurì dopo aspri e confusi scontri fino al 20 maggio nella foresta di Mormal contro la 5. Panzer-Division del generale von Hartlieb, la 4. Panzer-Division e reparti di fanteria dell'8º Corpo d'armata della 4ª Armata del generale von Kluge. Nella battaglia nella foresta vennero coinvolte anche la 1ª e la 5ª Divisione nordafricana e parte della 4ª Divisione fanteria. La 1ª DLM subì dure perdite contro i panzer e venne respinta, mentre la 1ª Divisione nordafricana uscì decimata dagli scontri. Anche la piazzaforte di Maubeuge, difesa dalla 101ª Divisione di fanteria da fortezza, cadde dopo aver resistito fino al 23 maggio contro la 28ª Divisione fanteria tedesca; la divisione da fortezza venne distrutta come gran parte della 1ª Divisione nordafricana, la 4. Panzer-Division catturò oltre 8000 prigionieri nella foresta.

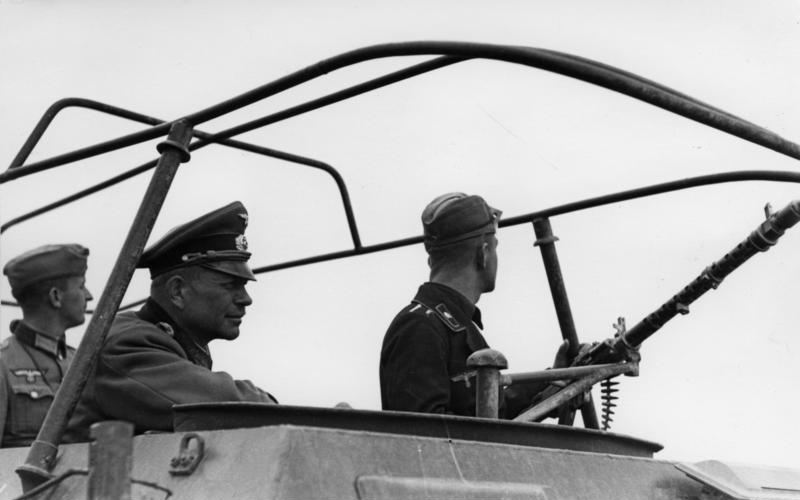
Il generale Heinz Guderian guida dalle prime linee l'avanzata dei suoi panzer verso le coste della Manica.

A sud la 4ª DCR guidata dal combattivo colonnello de Gaulle, appena costituita e con pochi mezzi (solo tre battaglioni di carri senza artiglieria né fanteria motorizzata), tentò di contrattaccare in due riprese il 17 e il 19 maggio sul fianco del 19º Panzerkorps del generale Guderian, ed ottenne qualche successo. La formazione corazzata giunse fino a Montcornet e a Marle, mise in difficoltà le colonne logistiche tedesche e preoccupò i comandi tedeschi, ma ben presto, isolata, aggirata da altri reparti nemici e colpita dal cielo dagli stukas, ripiegò dietro l'Aisne, senza aver rallentato in modo significativo l'avanzata del Panzergruppe Kleist.

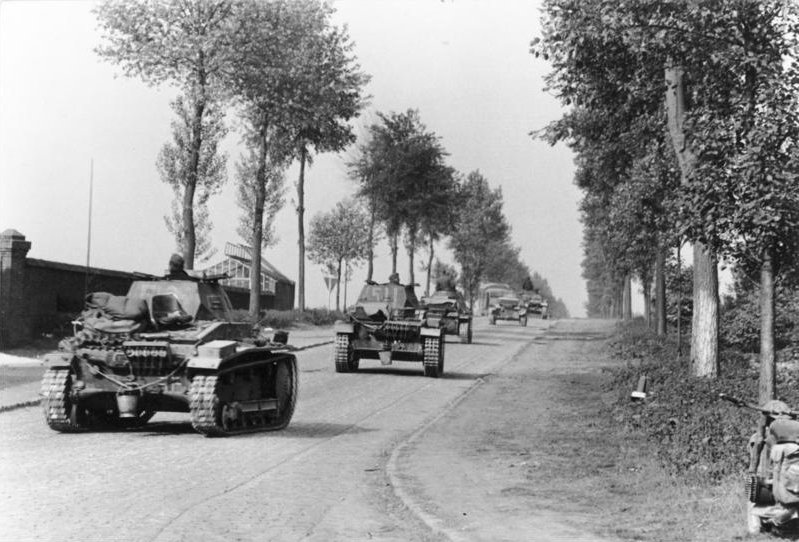
Le panzer-Division marciano verso le coste della Manica.

Mentre i francesi organizzavano un nuovo schieramento e cercavano di fermare la marcia del “cuneo corazzato” tedesco, era continuata la rapida avanzata del 19º Panzerkorps del generale Guderian e del 41º Panzerkorps del generale Reinhardt. Il 19 maggio la 1. Panzer-Division del generale Kirchner avanzò oltre Peronne, seguita dalla 10. Panzer-Division che aveva ripreso il suo posto nel 19º Panzerkorps; contemporaneamente, la 2. Panzer-Division del generale Veiel diresse su Albert dove superò la resistenza di alcuni reparti di britannici, mentre più a nord la 8. Panzer-Division del generale Kuntzen entrava a Busigny e la 6. Panzer-Division superava Le Catelet.
Il 20 maggio i carri del generale Guderian raggiunsero le coste della Manica; la 1. Panzer-Division avanzò su Amiens che venne conquistata dopo la sconfitta di reparti francesi e della 37ª Brigata britannica. I tedeschi conquistarono anche una testa di ponte a sud della Somme, mentre la 2. Panzer-Division proseguì, superò la resistenza della 35ª Brigata britannica e raggiunse alle ore 18.00 Abbeville, stabilendo una seconda testa di ponte. Sulla destra del Panzergruppe Kleist anche il generale Reinhardt avanzò con successo e la 6. Panzer-Division aggirò Doullens e raggiunse Hesdin e Le Boisle dopo aver sopraffatto la 36ª Brigata britannica. Solo i reparti della 12ª e 23ª Divisione fanteria britanniche si erano opposti all'ultima fase dell'avanzata tedesca ma, privi di mezzi motorizzati e senza artiglieria, non avevano potuto bloccare il nemico ed erano state quasi distrutte.
Al calare della notte del 20 maggio il battaglione da ricognizione del tenente colonnello Spitta, della 2. Panzer-Division, raggiunse il mare a Noyelles-sur-Mer, completando la brillante manovra e tagliando le comunicazione del Gruppo d'armate n. 1 del generale Billotte, isolato nella grande sacca delle Fiandre. Anche i comandi tedeschi furono sorpresi dalla felice ed inattesa notizia e il Führer, finalmente rassicurato, mostrò grande entusiasmo con i suoi generali per il decisivo successo raggiunto.

### Ritirata a nord
La sera del 15 maggio il generale Billotte aveva dovuto diramare alle sue forze schierate tra Anversa e Wavre l'ordine di ritirata generale, abbandonando la linea Dyle e ripiegando inizialmente dietro la Dendre e poi sulla Schelda; il movimento era già in ritardo rispetto alla situazione reale a sud, nell'area dell'avanzata delle Panzer-Division, e colse di sorpresa generali e truppe, specialmente i britannici, ignari degli sviluppi della battaglia e al contrario fiduciosi e ottimisti. La manovra di sganciamento si svolse con difficoltà, contrastata dalle forze della 6ª Armata e della 18ª Armata tedesche che passarono subito all'attacco per ostacolare il ripiegamento. I britannici del BEF riuscirono a schierarsi entro il 20 maggio dietro la Schelda tra Oudenaarde e Maulde, mentre l'esercito belga abbandonò Bruxelles il 17 maggio e si ritirò dietro il canale di Terneuzen; molto più difficile era la situazione della 1ª Armata francese del generale Blanchard, minacciata sul fianco destro dallo sfondamento dei panzer e attaccata frontalmente dalla fanteria tedesca; violenti scontri si accesero prima a Maubeuge e poi tra Vieux-Condé e Douai.

La situazione sul campo di battaglia il 21 maggio 1940.

La situazione ebbe una svolta decisiva il 20 maggio, la manovra di ritirata per sfuggire alla trappola era fallita e le armate del Gruppo d'armate n. 1 (16 divisioni francesi, 9 britanniche e 21 belghe, con oltre 1 milione di uomini) erano ora isolate nelle Fiandre e rischiavano la distruzione totale in assenza di una controffensiva per ripristinare i collegamenti sulla Somme o di una ritirata verso i porti della Manica. I generali Billotte e Blanchard mostravano segni di esaurimento e disperavano di salvare la situazione, mentre il generale Gort, passato dall'ottimismo al più totale pessimismo, già in questa fase meditava di ritirare le sue truppe verso il mare per organizzare un'evacuazione; anche i generali belgi e il re Leopoldo, demoralizzati dalla continua ritirata e dalle perdite di territorio, iniziavano a ritenere la situazione compromessa e la vittoria tedesca inevitabile.

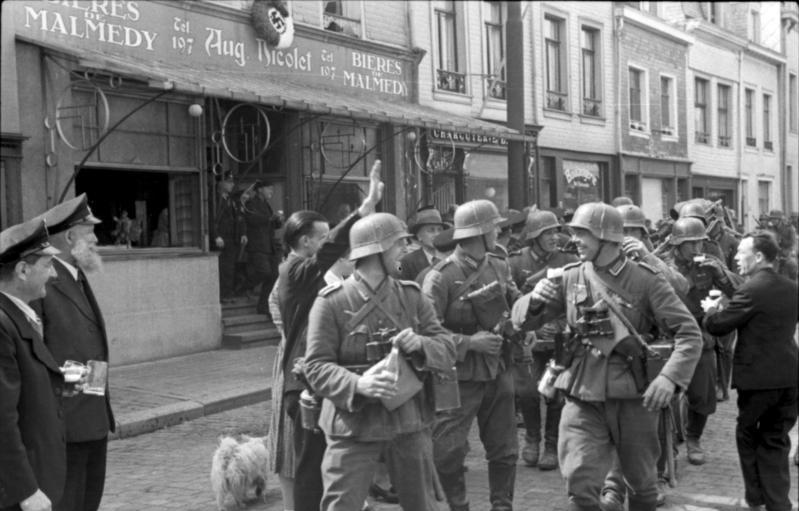
Truppe della Wehrmacht marciano nelle strade di una città belga.

Nel frattempo cambiamenti radicali si erano verificati a Parigi: Paul Reynaud, di fronte alla disfatta, decise di modificare il suo governo assumendo direttamente il ministero della guerra al posto del rivale Daladier, e richiamando due militari di grande prestigio per risollevare il morale e rafforzare la resistenza. Il 17 maggio quindi il maresciallo Philippe Pétain venne richiamato dalla Spagna dove era ambasciatore, e il generale Maxime Weygand venne convocato in patria dal suo quartier generale del Levante a Beirut. In realtà il maresciallo Petain manifestava già idee pessimistiche e propensioni a ricercare un compromesso con il nemico e il generale Weygand, poco informato della situazione reale, avrebbe ben presto compreso che le speranze di evitare una disfatta della Francia erano molto limitate. Petain venne ugualmente nominato da Reynaud vice-primo ministro e Weygand il 19 maggio assunse il comando supremo dell'Esercito francese al posto del generale Gamelin, considerato il responsabile principale della disfatta per la sua inerzia e la mancata percezione della realtà militare sul campo. Solo il 19 maggio il generale Gamelin aveva finalmente deciso di assumere la direzione diretta delle operazioni inviando al generale Georges l'ambigua "Istruzione personale e segreta n. 12" in cui tracciava un ambizioso piano di controffensiva alla base del corridoio dei panzer, irrealistico e ineseguibile.

### Il piano del generale Weygand e la battaglia di Arras

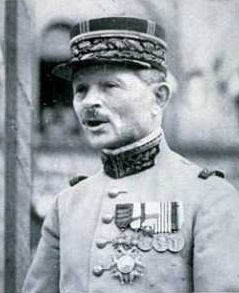
Il generale Maxime Weygand, qui in una foto del 1933, assunse il comando il 19 maggio 1940 dell'esercito francese al posto del generale Gamelin.

Il generale Weygand, dopo aver assunto il comando, sospese l'applicazione del piano del suo predecessore e, in primo luogo, decise di recarsi personalmente, con un rischioso viaggio in aereo, all'interno della sacca delle Fiandre per valutare la situazione e conferire con i generali alleati. Il 21 maggio quindi il nuovo comandante in capo francese raggiunse fortunosamente l'area delle Fiandre e, dopo peregrinazioni e disguidi, incontrò a Ypres i generali Blanchard e Billotte, depressi e abbattuti, e re Leopoldo, che manifestò il suo pessimismo ma promise di collaborare con gli eserciti anglo-francesi facendo ripiegare l'esercito belga dietro l'Yser, disimpegnando in questo modo reparti britannici da impiegare offensivamente. Invece Weygand non riuscì ad incontrarsi con il generale Gort. Quest'ultimo aveva già incontrato il 20 maggio il Capo di Stato maggiore Imperiale generale Ironside che si era a sua volta recato nelle Fiandre dove aveva trovato una situazione disastrosa e aveva cercato di scuotere il demoralizzato generale Billotte, organizzando una controffensiva di alleggerimento per rafforzare la posizione di Arras. Il generale Gort manifestò chiaramente il suo pessimismo ad Ironside ma decise comunque di organizzare l'attacco a sud di Arras, impegnando le forze di riserva del generale Harold Franklyn.
Il generale Weygand ritornò nella notte del 21 maggio a Parigi dopo esser ripartito via mare da Dunkerque e, ormai cosciente della gravità della situazione a nord, tracciò il suo piano di controffensiva che venne subito approvato il 22 maggio dai politici alleati durante una riunione a cui partecipò un battagliero Churchill, apparentemente ben lontano da ipotizzare un'evacuazione britannica via mare. Il piano del generale, che prevedeva una controffensiva in direzione di Bapaume a nord e a sud del corridoio dei panzer, era altrettanto irrealistico di quello di Gamelin: le forze previste per l'attacco da nord, otto divisioni, non erano disponibili, essendo tutte impegnate sul fronte, ed inoltre le truppe assemblate dalla 7ª Armata del generale Frére sulla Somme, che avrebbero dovuto attaccare verso nord, erano insufficienti ed ancora in fase di raggruppamento. Infine nella notte del 22 maggio, poco dopo aver lasciato la conferenza di Ypres, rimase mortalmente ferito in un incidente stradale il generale Billotte che solo dopo tre giorni venne sostituito alla testa del Gruppo d'armate n. 1 dal generale Blanchard, e questo infausto evento accrebbe ancor di più la confusione tra le forze alleate isolate nelle Fiandre.
Il 21 maggio intanto aveva avuto luogo l'attacco della Frankforce a sud di Arras; le truppe britanniche erano deboli (elementi della 5ª e della 50ª Divisione fanteria con due battaglioni di carri armati) ma ottennero qualche successo, colpendo sul fianco le colonne tedesche e mettendo in difficoltà la 7. Panzer-Division del generale Rommel e la SS Totenkopf che subirono pesanti perdite. Ma i francesi della 25ª Divisione motorizzata non parteciparono alla controffensiva e attaccarono solo il 22 maggio senza successo in direzione di Cambrai, mentre ben presto la Frankforce, minacciata di aggiramento da altri reparti tedeschi, dovette passare sulla difensiva e abbandonare una parte del terreno conquistato. Questo breve attacco tuttavia ebbe ripercussioni anche al Quartier generale di Hitler; le notizie della Die Krise bei Arras fecero risorgere dubbi e timori nel Führer e in una parte dei generali che si affrettarono a rallentare l'avanzata delle divisioni corazzate e rafforzarono le forze tedesche sul fianco destro del corridoio.

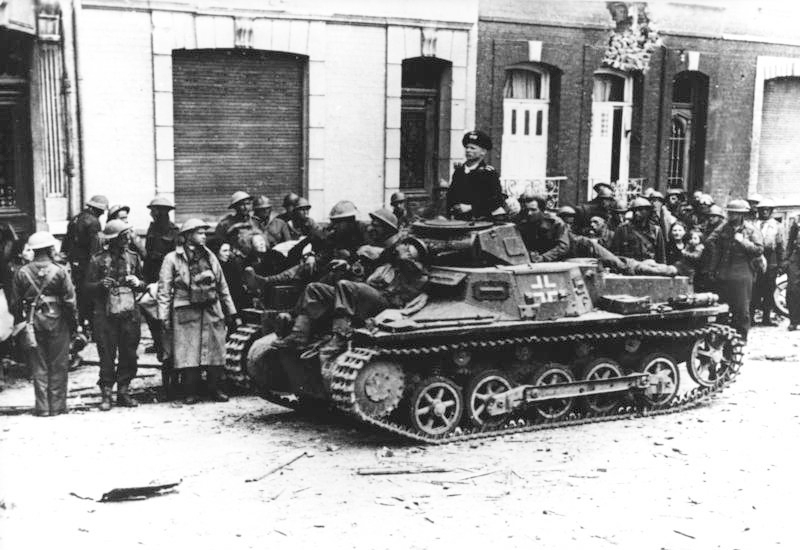
Soldati britannici catturati a Calais.

Il 22 e il 23 maggio ad Arras continuarono duri combattimenti e i britannici si difesero accanitamente, ma la notte del 23 maggio il generale Gort ordinò al generale Franklyn di abbandonare Arras e di trasferire con urgenza le sue divisioni verso nord per rafforzare il fianco sinistro del BEF. Il generale britannico, di fronte all'aggravarsi della situazione e alle notizie provenienti dalla Somme che sembravano indicare il fallimento del "piano Weygand", aveva deciso autonomamente di rinunciare alla controffensiva e di iniziare la ritirata verso la costa, resa ora ancor più difficile dai segni di cedimento dell'esercito belga.
Il 23 maggio era fallito infatti un debole attacco sulla Somme della 7ª Armata francese e la situazione delle armate isolate nelle Fiandre era divenuta ancor più precaria: sul fianco sinistro l'esercito belga, esausto e indebolito, era schierato sul Lys e si batteva contro la 18ª Armata tedesca, mentre il generale Gort, trincerato nel suo quartier generale campale vicino Armentières in un'atmosfera di disfatta, aveva una parte delle sue divisioni (2º Corpo d'armata del generale Alan Brooke e 1º Corpo d'armata del generale Michael Barker) schierate a destra dei belgi ed una parte (3º Corpo d'armata del generale Ronald Adam) in marcia verso il fianco meridionale della sacca, quasi sguarnito di difese. La 1ª Armata francese, molto provata, ora al comando del generale Prioux dopo la promozione di Blanchard, era impegnata in violenti combattimenti nel fondo della sacca a sud di Lilla e intorno a Cambrai contro la 4ª e la 6ª Armata tedesca; il settore del litorale a sud-ovest di Boulogne era difeso solo dal 16º Corpo d'armata francese del generale Fagalde e da una serie di piccoli reparti britannici.

### Conquista di Boulogne e Calais
Il 22 maggio era ripresa frattanto, nonostante le incertezze dell'Alto comando, l'avanzata del 19º e del 41º Panzerkorps diretta verso i porti della Manica per tagliare fuori dalla costa le truppe alleate nelle Fiandre: il generale Guderian attaccò contemporaneamente verso Boulogne con la 2. Panzer-Division, verso Calais con la 10. Panzer-Division e verso Gravelines e Dunkerque con la 1. Panzer-Division rinforzata dalla SS "Leibstandarte", mentre il generale Reinhardt spinse le sue due divisioni corazzate verso Saint-Omer e Cassel. Di fronte alle deboli difese del 16º Corpo d'armata francese i tedeschi fecero rapidi progressi ed entro il 23 maggio sia Boulogne che Calais vennero raggiunte dai reparti corazzati, ma Churchill e il comando britannico avevano rafforzato questi porti con reparti inviati dalla Gran Bretagna e riuscirono a prolungare la resistenza.

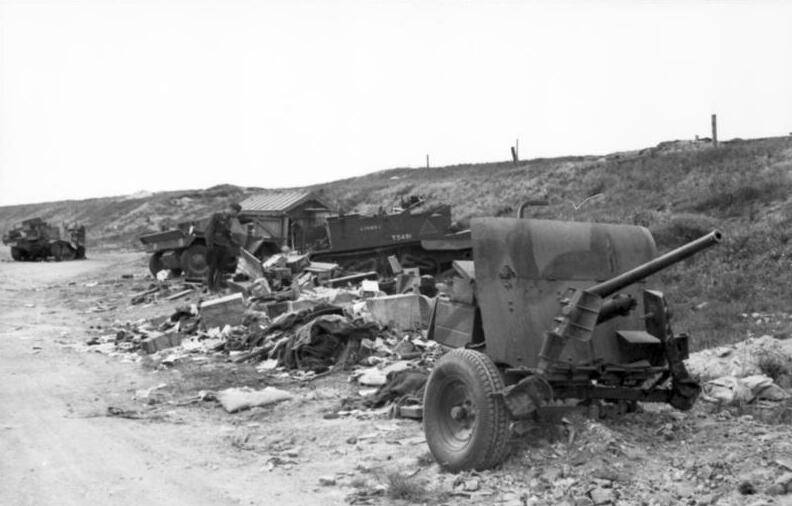
Mezzi e cannoni britannici distrutti a Calais.

A Boulogne era stata sbarcata una brigata della Guardia britannica che inizialmente respinse gli attacchi della 2. Panzer-Division del generale Veiel che aveva raggiunto la periferia della città il 23 maggio dopo aver superato la resistenza della 21ª Divisione fanteria francese. Il 24 maggio i tedeschi infine a conquistarono Boulogne dopo una dura battaglia, ma i britannici riuscirono a sfuggire con una riuscita evacuazione via mare. Più lunga fu la resistenza di Calais dove il 23 maggio era arrivata la 30ª Brigata britannica ed un reggimento di carri medi, raggruppati nella cosiddetta Nickforce al comando del generale Nicholson; il reggimento corazzato venne respinto a Saint-Omer dai panzer della 6. Panzer-Division, ma la Nickforce organizzò una valida resistenza intorno al porto di Calais e costrinse la 10. Panzer-Division del generale Schaal a combattere duramente.
Il governo britannico decise questa volta di non evacuare le truppe e ordinò a Nicholson di continuare al massimo la resistenza, quindi la lotta si protrasse fino al 26 maggio e si concluse con la resa di circa 3000 soldati inglesi e di alcune migliaia di francesi, e con la conquista tedesca di Calais. Le battaglie nei porti della Manica si conclusero vittoriosamente per il 19º Panzerkorps ma impegnarono per alcuni giorni due intere divisioni corazzate che quindi non parteciparono alla più importante avanzata su Dunkerque; in questo senso questi scontri e la tenace resistenza britannica possono aver favorito, come era nei progetti di Churchill, la ritirata degli alleati nelle Fiandre e il riuscito reimbarco finale.

## Ritirata a Dunkerque

### Alt dei panzer

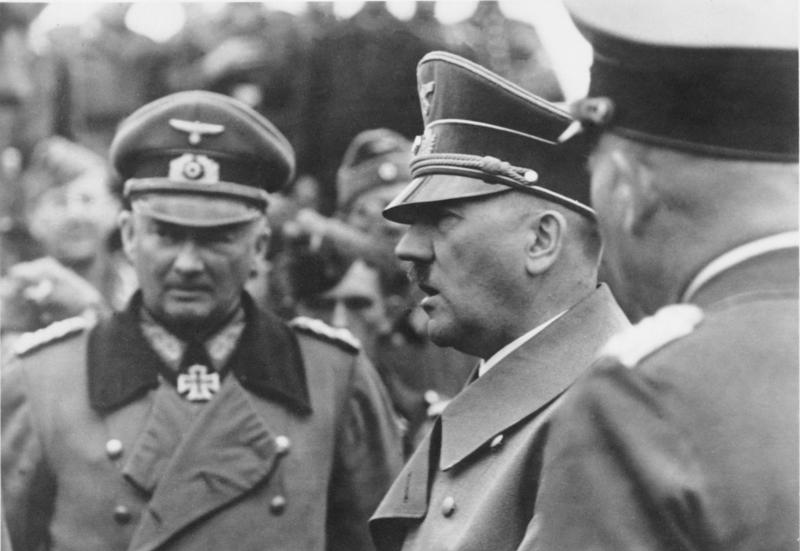
Adolf Hitler al fronte occidentale a colloquio con i suoi generali, si riconosce il generale Günther von Kluge.

Mentre la 2. e la 10. Panzer-Division si battevano per superare la resistenza britannica a Boulogne e Calais, la 1. Panzer-Division aveva superato il 23 maggio con successo il Canale Aa, ultima barriera naturale all'avanzata dei carri tedeschi, e quindi sembrava avere via libera per Dunkerque (a soli 16 km di distanza), la cui caduta avrebbe tagliato fuori definitivamente le forze alleate nelle Fiandre, impedendo ogni evacuazione via mare. Nel settore meridionale della sacca delle Fiandre operavano in quel momento, dopo l'arrivo dai Paesi Bassi della 9. Panzer-Division, tutte e dieci le divisioni corazzate tedesche, organizzate in due raggruppamenti: il Panzergruppe Kleist, con sei divisioni del 19º e 41º Panzerkorps, al comando del generale von Kleist, tra Saint-Pol e il mare, e il Panzergruppe Hoth, con quattro divisioni del 16º e 39º Panzerkorps, al comando del generale Hoth, tra Saint-Pol e Lens. Queste formazioni costituivano una massa formidabile ostacolata solo dal 16º Corpo d'armata francese e dai primi reparti delle tre divisioni britanniche del 3º Corpo d'armata (2ª, 44ª e 48ª Divisione) che il generale Gort aveva inviato per salvaguardare questo lato della sacca.
La sera del 23 maggio tuttavia il generale von Rundstedt, comandante del Gruppo d'armate A, dopo essersi consultato con il generale von Kluge, diramò l'ordine alle divisioni corazzate di arrestare i loro attacchi e sospendere l'avanzata nel settore meridionale della precaria sacca alleata. La decisione scaturiva da considerazioni dei due generali riguardo al possibile eccessivo logoramento dei preziosi panzer nel terreno acquitrinoso ed inadatto alle manovre con mezzi corazzati delle Fiandre, dal convincimento che ormai la battaglia era stata praticamente già vinta e che quindi fosse più opportuno lasciare alle forze di fanteria del Gruppo d'armate B del generale von Bock il compito di schiacciare le ultime resistenze e rastrellare le truppe alleate accerchiate.

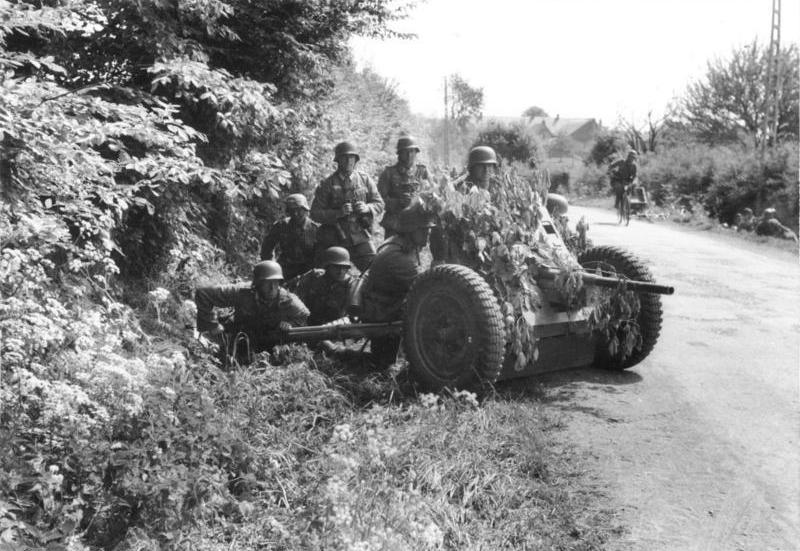
Una squadra anticarro tedesca con un cannone PAK 37mm.

Hitler arrivò al quartier generale di von Rundstedt a Charleville il 24 maggio e confermò subito, nonostante il parere nettamente negativo dei generali von Brauchitsch e Halder, gli ordini del comandante del Gruppo d'armate A; anche il Führer apparentemente considerava concluso l'impegno delle Panzer-Division (che dovevano essere salvaguardate in vista della seconda fase dell'offensiva tedesca all'ovest in preparazione sulla Somme e sull'Aisne) e senza speranza la situazione delle forze alleate; verosimilmente Hitler venne influenzato anche da Hermann Göring che, desideroso di dimostrare la potenza della Luftwaffe, garantì che i suoi bombardieri avrebbero sconfitto le forze accerchiate e impedito una evacuazione via mare. Hitler e i generali tedeschi sottovalutarono la possibilità da parte delle marine britannica e francese di organizzare il reimbarco in massa delle truppe accerchiate.
Secondo lo storico Raymond Cartier l'ordine di alt dei panzer del 24 maggio si rivelò un errore: dopo due giorni divenne evidente che, senza il concorso delle forze corazzate, le divisioni di fanteria della 4ª, 6ª e 18ª Armata non erano in grado di sconfiggere rapidamente le truppe isolate nelle Fiandre ed inoltre vennero rilevati i primi segni dell'organizzazione da parte alleata di un'evacuazione via mare. Quindi il 26 maggio Hitler autorizzò di nuovo l'impiego delle dieci divisioni corazzate sul lato meridionale della sacca che tuttavia dovettero ora attaccare contro difese più solide, rafforzate con l'arrivo di tre divisioni britanniche e di alcuni reparti francesi, in grado di resistere accanitamente e di guadagnare tempo prezioso, proteggendo il perimetro di Dunkerque.

### Resa dell'esercito belga

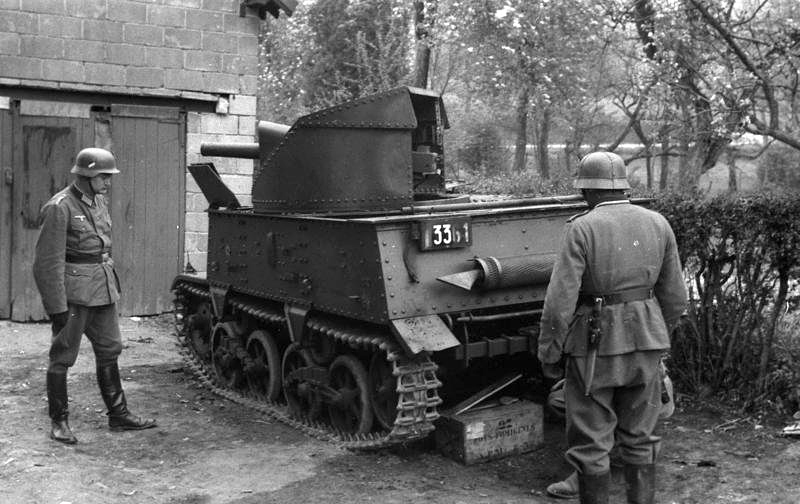
Soldati tedeschi esaminano un carro armato belga T13 fuori combattimento.

L'esercito belga, in ritirata dall'11 maggio prima sulla linea Dyle e poi dietro la Schelda, aveva stabilito, come concordato con il generale Weygand, la sua ultima linea di resistenza sulla Lys, a contatto a Menen con il 2º Corpo d'armata britannico; i soldati erano estenuati dalla ritirata, ma mantennero la coesione e si batterono a partire dal 23 maggio, contrastando gli attacchi della 18ª e della 6ª Armata tedesca del Gruppo d'armate B del generale von Bock. Il 24 maggio i tedeschi ottennero qualche successo a Courtrai ma l'intervento delle riserve belghe (8ª Divisione fanteria e 2ª Divisione cacciatori) permise di resistere; il 25 maggio la 12ª Divisione e la 1ª Divisione cacciatori contrattaccarono e i tedeschi non riuscirono a sfondare. Tuttavia la situazione belga rimaneva molto difficile ed il 26 maggio si aggravò ancora: il 4º Corpo d'armata tedesco penetrò nel settore tra Tielt e Roeselare, puntando su Ypres e minacciando di frazionare in due parti il fronte sul Lys, mentre anche nel settore di Terneuzen i tedeschi guadagnarono terreno.
Il re Leopoldo, che aveva già manifestato il suo pessimismo alla conferenza di Ypres del 22 maggio con Weygand, era ormai giunto alla conclusione che la situazione fosse senza speranza, che la resistenza belga, dopo il fallimento del "piano Weygand", fosse inutile e la vittoria tedesca inevitabile; inoltre riteneva opportuno evitare la distruzione completa delle sue truppe e cessare la resistenza anche per risparmiare altre sofferenze ai soldati ed ai profughi che avevano abbandonato i territori invasi. Nonostante la dura opposizione del governo belga, deciso a continuare la lotta ed eventualmente abbandonare il paese come aveva fatto la regina Guglielmina con i suoi ministri, Leopoldo decise di sospendere le operazioni e capitolare con tutto l'esercito, rimanendo sul territorio belga. Il 27 maggio un emissario dell'esercito belga venne inviato al posto di comando del generale von Reichenau, comandante della 6ª Armata, per intraprendere le trattative per la cessazione dei combattimenti. I tedeschi richiesero la capitolazione generale e immediata di tutto l'esercito, e alla fine Leopoldo, dopo nuovi scontri con i suoi ministri e dopo aver avvertito fin dal 25 maggio il governo inglese della possibilità di un ritiro del Belgio dalla lotta, accettò le condizioni e firmò il mattino del 28 maggio la resa delle sue truppe. Il re rimase in Belgio, mentre il governo, in contrasto con il sovrano, riparava in Gran Bretagna.

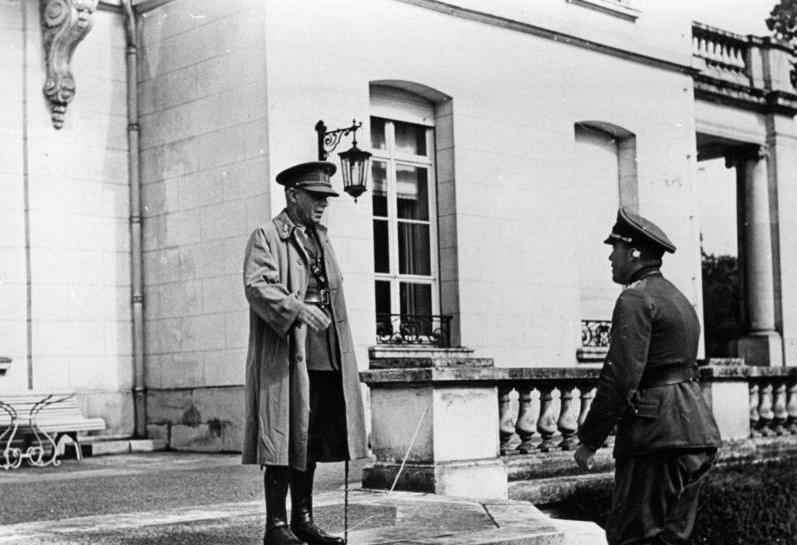
Il generale Michiels, capo di Stato maggiore belga, riceve l'emissario tedesco per trattare la capitolazione dell'esercito.

L'improvvisa defezione belga accresceva le difficoltà del generale Gort che anche per questo motivo aveva richiamato a nord dalla sera del 23 maggio le due divisioni della Frankforce schierate ad Arras; la situazione del 2º Corpo d'armata del generale Brooke, con il fianco sinistro scoperto a causa della capitolazione belga, era critica; dal 27 al 29 maggio una serie di divisioni britanniche vennero quindi inviate a nord per chiudere il varco tra Comines e Ypres. Prima la 5ª e la 50ª Divisione del generale Franklyn e poi reparti della 4ª e della 3ª Divisione fanteria (al comando del generale Montgomery) si batterono duramente in questo settore contro quattro divisioni del 4º Corpo d'armata tedesco. Mentre queste forze britanniche stabilizzavano la situazione sul lato nord della sacca delle Fiandre, era già iniziato il ripiegamento generale del BEF verso Dunkerque, ultimo porto rimasto disponibile per l'evacuazione. Il generale Adam si recò sul posto e organizzò il perimetro difensivo in collegamento con l'ammiraglio Abrial e con il generale Fagalde; quindi, mentre il 2º Corpo difendeva Ypres, una parte del 1º Corpo d'armata del generale Barker (1ª e 46ª Divisione fanteria) iniziò a ripiegare dietro l'Yser per proteggere la strada per Diksmuide e Nieuport sul lato orientale del perimetro, coperta dalla 60ª Divisione fanteria francese.
Il 26 maggio Churchill aveva approvato il piano del generale Gort di ritirata ed evacuazione via mare a Dunkerque e lo stesso generale Weygand, pur contrariato dal comportamento del comandante britannico e da quello del re Leopoldo che non lo aveva avvertito dei suoi propositi, si risolversi ad abbandonare il suo ineseguibile piano di controffensiva, ordinare al generale Fagalde di organizzare il lato occidentale del perimetro ed alla 1ª Armata del generale Prioux di abbandonare la regione di Lille e ripiegare verso Dunkerque per organizzare una solida testa di ponte su cui resistere ad oltranza. I propositi del generale Weygand e degli altri comandanti francesi non prevedevano, come si sarebbe evidenziato nella tesa riunione di Cassel del 28 maggio tra gli ufficiali alleati all'interno della sacca delle Fiandre, l'immediata evacuazione ma invece la costituzione di un ridotto trincerato intorno al porto per prolungare la resistenza, guadagnando tempo per riorganizzare le difese sulla Somme e sull'Aisne. La grave situazione sul lato meridionale della sacca e nell'area della 1ª Armata francese, stretta da ogni parte e indebolita dalle continue perdite, avrebbero reso questi progetti irrealistici e inattuabili.

### Accerchiamento di Lille

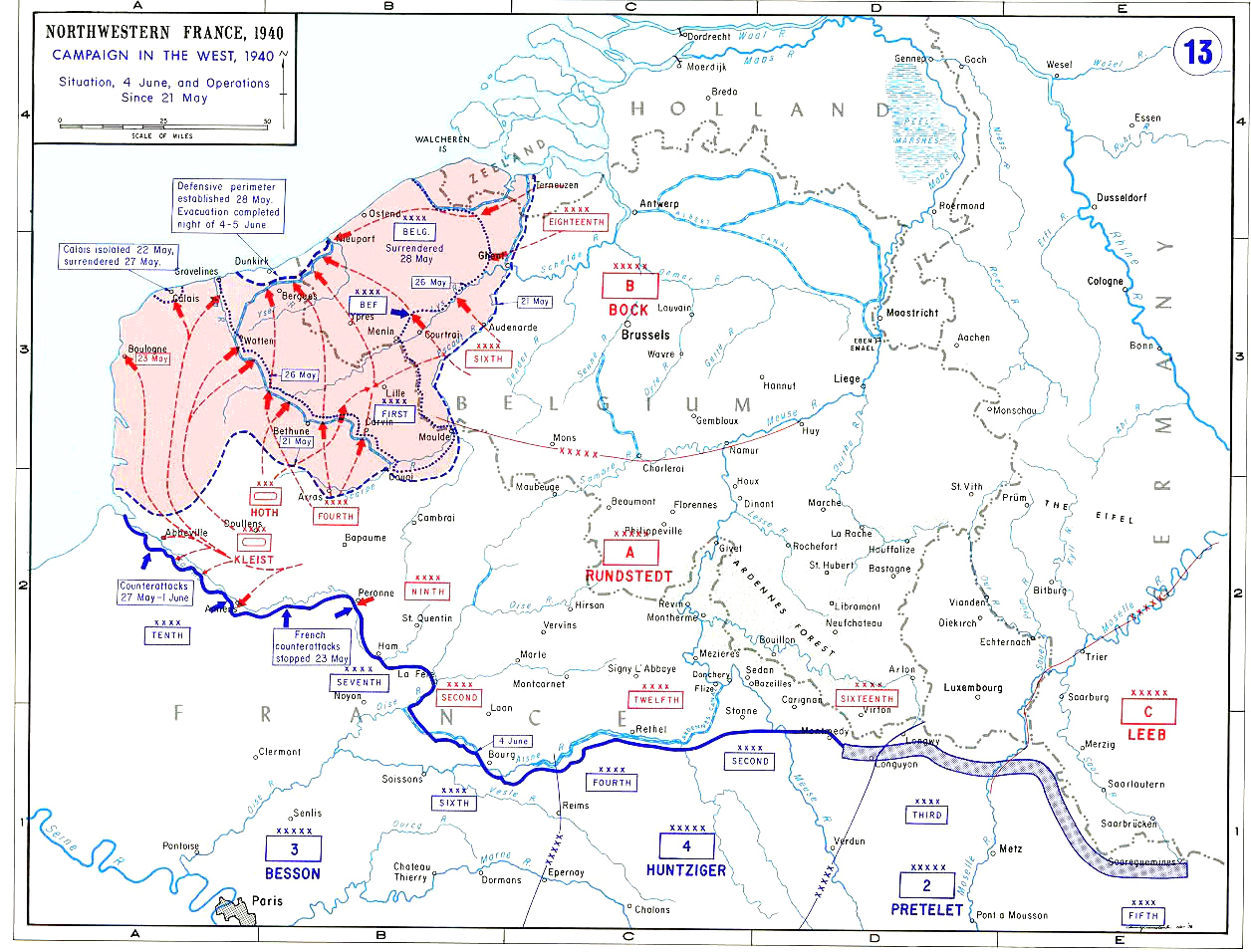
Le fasi finali del Fall Gelb e la distruzione del perimetro di Dunkerque.

La sosta delle Panzer-Division dal 24 al 26 maggio permise alle forze alleate isolate nelle Fiandre di organizzare uno schieramento difensivo nel settore meridionale della sacca per coprire la difficile manovra di ripiegamento verso Dunkerque, minacciata anche dalla capitolazione belga che aveva messo in pericolo il lato settentrionale da Diksmuide a Comines. La situazione era critica in particolare per la 1ª Armata francese del generale Prioux che, dopo aver attraversato la Scarpe il 26 maggio, si trovava ancora a sud delle Deûle, nella regione di Lille, ad oltre 100 km dal porto di Dunkerque. Il 27 maggio le divisioni corazzate dei generali Kleist e Hoth ripresero finalmente l'offensiva e attaccarono la precaria linea alleata tra Gravelines, Wormhout, Cassel, Hazebrouck, Béthune e Lens.
L'avanzata tedesca venne duramente contrastata dalle forze alleate che si batterono accanitamente per salvaguardare le vie di comunicazione in direzione di Dunkerque; sul litorale a ovest il generale Guderian, nonostante la dura resistenza, raggiunse con la 1. e la 2. Panzer-Division, rafforzate dalla SS "Leibstandarte Adolf Hitler", la città di Gravelines e si spinse fino a otto km da Dunkerque dove venne rallentato e fermato il 29 maggio dal terreno paludoso e dalla strenua difesa della 68ª Divisione fanteria francese. Le divisioni britanniche schierate a Wormhout, Cassel e Hazebrouck affrontarono l'attacco di quattro Panzer-Division del 41º e 16º Panzerkorps e subirono gravi perdite; pur battendosi valorosamente, la 44ª e la 2ª Divisione dovettero abbandonare Hazebrouck e Wormhout il 28 maggio e si ritirarono, protette da retroguardie, verso il perimetro dove, ormai decimate, sarebbero state evacuate per prime dalla notte del 29 maggio; infine a Cassel una brigata della 48ª Divisione venne accerchiata e costretta alla resa il 29 maggio dalla 6. Panzer-Division, mentre il resto della formazione britannica riuscì a sfuggire. Tra il 29 e il 30 maggio anche le divisioni del 1º e del 2º Corpo d'armata britannico (1ª, 3ª, 4ª, 5ª e 50ª) riuscirono, dopo combattimenti difficili e sanguinosi a ripiegare, dopo aver abbandonato l'area di Ypres, prima a Poperinge e quindi dietro l'Yser, mentre la 60ª Divisione francese mantenne il possesso di Diksmuide.

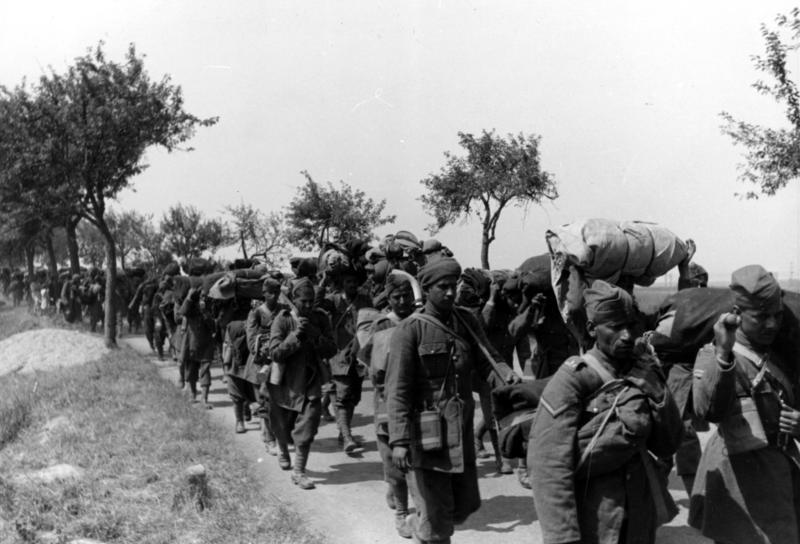
Soldati francesi, principalmente appartenenti a reparti coloniali nord-africani, catturati dall'esercito tedesco.

La situazione divenne invece drammatica per gli alleati nel settore del canale La Basse; il 27 maggio il generale Rommel guidò la sua 7. Panzer-Division, seguita dalla 5. e dalla 4. Panzer-Division, oltre il canale in direzione di Lomme che venne raggiunta la notte del 28 maggio, intercettando la via di uscita delle forze della 1ª Armata francese in ritirata da Lille; i panzer si congiunsero con le divisioni fanteria dell'11º e dell'8º Corpo d'armata e accerchiarono sette divisioni francesi. Mentre il 3º Corpo d'armata del generale La Laurencie era già riuscita a sfuggire, scampando alla trappola con tre divisioni e i resti del Corpo di Cavalleria ridotto a poche decine di carri, il 4º e il 5º Corpo d'armata con il generale Prioux rimasero bloccati nell'area di Lille. Le truppe accerchiate cercarono di organizzare la resistenza, mentre il generale Prioux venne catturato da reparti della 4. Panzer-Division il 28 maggio al suo posto di comando di Steenwerk. Attorno a Haubourdin si radunarono, al comando del generale Molinié, la 15ª e la 25ª Divisione motorizzata e la 2ª e dalla 5ª Divisione nord-africana, mentre a Loos e Canteleu si batterono la 1ª Divisione motorizzata e la 1ª Divisione marocchina; i reparti francesi, pur esausti e in parte disgregati, si batterono bene e prolungarono la resistenza contro gli attacchi di sei divisioni fanteria e due divisioni corazzate tedesche. Dopo tre giorni di accaniti scontri i francesi dovettero cedere le armi, la resa venne firmata il 1º giugno dal generale Molinié e i tedeschi catturarono 40000 prigionieri e molto materiale. Tuttavia il sacrificio di queste truppe, dovuto alla tardiva ritirata ed agli ordini contraddittori del comando francese, contribuì alla ritirata delle residue forze alleate a Dunkerque, bloccando per alcuni giorni decisivi una serie di formazioni tedesche.
In realtà fin dal 29 maggio Hitler e l'alto comando tedesco avevano nuovamente e definitivamente ritirato dal campo le divisioni corazzate; sempre più concentrati sull'imminente Fall Rot i comandi della Wehrmacht cominciarono a trasferire le unità meccanizzate dei generali Guderian, Kleist e Hoth sulla Somme e sull'Aisne ed anche gran parte della 4ª e della 6ª Armata vennero ritirate dal fronte delle Fiandre. Quindi, il 30 maggio, quando tutte le superstiti truppe alleate erano ormai riparate all'interno del perimetro di Dunkerque, rimanevano in combattimento solo dieci divisioni di fanteria tedesche e parte della 9. Panzer-Division, sotto il comando della 18ª Armata, destinate a superare le ultime resistenze nemiche.

### Operazione Dynamo

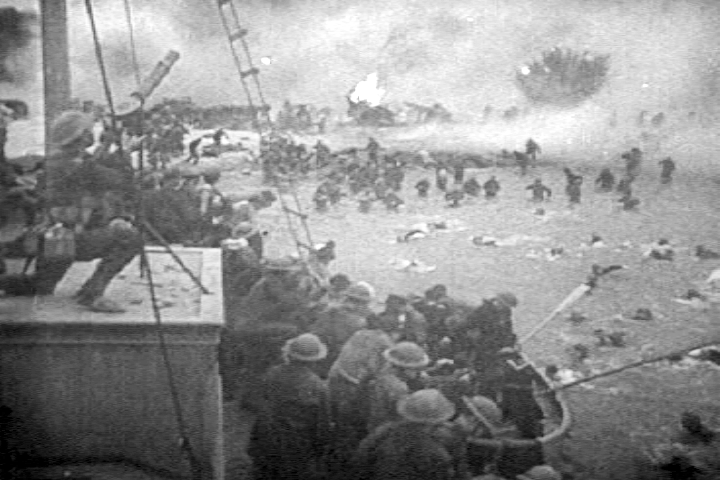
Drammatica immagine delle operazioni di reimbarco dei soldati britannici a Dunkerque.

Con sorprendente previdenza fin dal 14 maggio l'Ammiragliato britannico aveva allertato privati e società provviste di natanti in vista di un possibile impiego delle loro imbarcazioni per sostenere l'Esercito britannico sul continente; l'evoluzione disastrosa delle operazioni resero evidente che la mobilitazione massiccia della Royal Navy e di tutto il naviglio pubblico o privato disponibile si sarebbe resa indispensabile per organizzare un reimbarco attraverso il porto di Dunkerque di almeno una parte delle truppe. Dopo alcuni ordini preliminari diramati il 19 maggio, l'ammiraglio Bertram Ramsay prese il comando da Dover delle operazioni navali per evacuare i soldati del BEF, mentre sul posto nelle Fiandre furono inviati una serie di esperti ufficiali. Nel cielo Churchill fece intervenire, nonostante i dubbi degli ufficiali del Fighter Command, i caccia più moderni della RAF (Hurricane e Spitfire) per proteggere le navi alleate dagli attacchi della Luftwaffe.
Le operazioni di evacuazione iniziarono ufficialmente il 26 maggio (operazione Dynamo) e proseguirono per nove giorni ottenendo risultati molto superiori alle previsioni iniziali, oltre 600 imbarcazioni militari e civili di tutte le dimensioni presero parte alla drammatica evacuazione; essendo il porto di Dunkerque parzialmente distrutto e la città in fiamme per l'incendio dei depositi di carburante, i reimbarchi si svolsero sulle spiagge di Malo-les-Bains, Bray-Dunes e La Panne, e sul molo-est ancora agibile. L'evacuazione si effettuò principalmente di notte, ma i soldati, che dovettero abbandonare tutte le armi pesanti e gli equipaggiamenti, furono costretti a rimanere per molte ore sulle spiagge allo scoperto sotto gli attacchi aerei tedeschi. Nonostante una inevitabile confusione, le operazioni ebbero un insperato successo, favorite dal mare calmo, dal cielo spesso nuvoloso che ostacolò gli aerei della Luftwaffe e dalla lentezza dell'avanzata nemica, rallentata fino all'ultimo dall'ostinata resistenza delle retroguardie alleate.

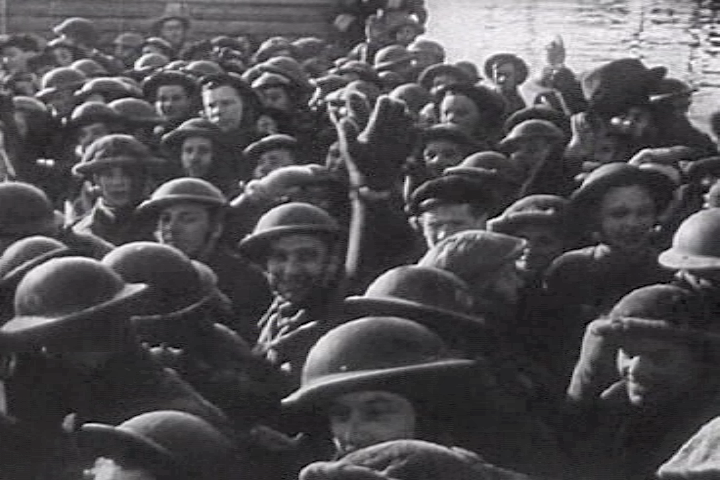
Soldati britannici evacuati in salvo da Dunkerque durante l'operazione Dynamo.

I francesi si associarono molto in ritardo all'evacuazione e quindi solo una parte dei loro soldati poterono sfuggire. La Luftwaffe nonostante le difficoltà meteorologiche, si impegnò a fondo e bersagliò spesso con effetti disastrosi le navi al largo e le truppe sulle spiagge. Vennero affondate oltre un terzo delle imbarcazioni impiegate tra cui sei cacciatorpediniere, ma, a costo di pesanti perdite, le marine alleate riuscirono nella loro missione, sostenute dalla RAF che, pur perdendo molti caccia contro gli esperti piloti della Jagdwaffe, riuscì ad intralciare le missioni dei bombardieri tedeschi. I primi a reimbarcarsi furono il 29 maggio le provate truppe del 3º Corpo d'armata britannico (2ª, 44ª e 48ª Divisione), seguite nelle notti seguenti dal 2º Corpo del generale Brooke (3ª, 4ª e 5ª Divisione). Il generale Gort abbandonò il perimetro di Dunkerque, secondo gli ordini di Churchill, il 31 maggio sostituito dal generale Alexander che rimase fino alla notte del 2 giugno dopo il reimbarco anche degli ultimi reparti britannici, mentre il generale Blanchard e l'ammiraglio Abrial partirono il 1º giugno. Per ultimi si reimbarcarono tra l'1 e il 3 giugno i soldati del 1º Corpo britannico (1ª, 50ª e 46ª Divisione) e i reparti francesi superstiti del 16º Corpo d'armata e del Corpo di Cavalleria.
Essendo ormai i tedeschi vicinissimi, durante l'ultima notte dell'operazione Dynamo poterono essere reimbarcati solo una parte dei reparti francesi ancora presenti a Dunkerque, e alla fine oltre 30000 soldati della 12ª, 32ª e 60ª Divisione caddero prigionieri dei tedeschi. Finalmente la mattina del 4 giugno le truppe della Wehrmacht entrarono nel porto, dove trovarono un'enorme quantità di armi, automezzi e equipaggiamenti abbandonati, anche se la maggior parte dei soldati era riuscita a salvarsi sulle navi; oltre 338000 soldati alleati, tra cui 110000 francesi evitarono così la prigionia. La battaglia di Dunkerque era finita e in questo modo anche il Fall Gelb era giunto alla sua vittoriosa conclusione.

## Bilancio e conseguenze
Nonostante la delusione del reimbarco alleato a Dunkerque, il Fall Gelb si concluse con uno straordinario successo per la Wehrmacht; a prezzo di perdite modeste (10000 morti e 40000 feriti), la manovra delle Panzer-Division e la successiva battaglia d'accerchiamento avevano condotto alla distruzione di tre armate francesi (1ª, 7ª e 9ª), all'abbandono del continente da parte del BEF, gravemente indebolito, ed alla resa dell'esercito belga e di quello olandese. Trenta divisioni francesi, tra cui una divisione corazzata, tre divisioni leggere meccanizzate, due divisioni leggere di cavalleria e sei divisioni motorizzate, erano state distrutte, oltre trenta divisioni belghe e olandesi erano scomparse, mentre i britannici avevano avuto due divisioni distrutte ed altre nove evacuate con gravi perdite e dopo aver abbandonato tutto l'equipaggiamento pesante, tutti i cannoni e tutti i carri armati. Un milione e 200 000 prigionieri erano stati catturati, insieme ad un enorme bottino, ed era stato raggiunto un decisivo vantaggio numerico, materiale e strategico sull'indebolito esercito francese, rimasto solo e senza alleati sul continente e destinato irrimediabilmente alla sconfitta.

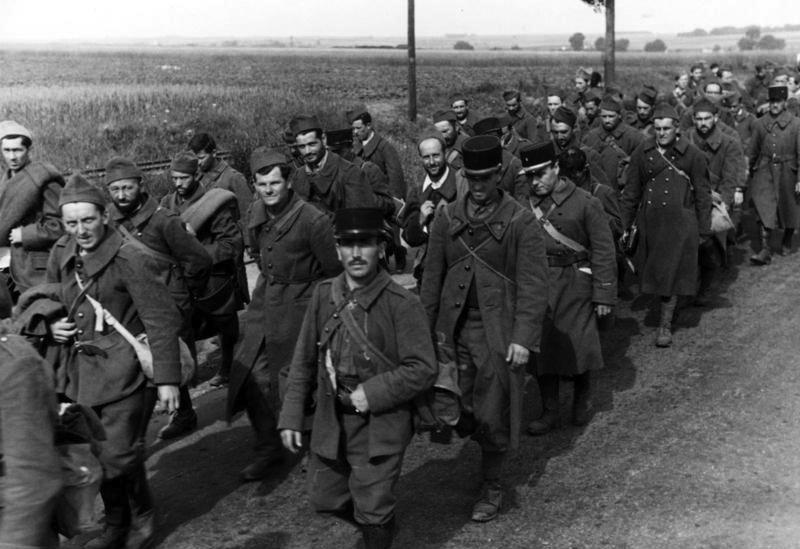
Colonna di soldati francesi caduti prigionieri durante la breve e disastrosa campagna d'occidente.

La Wehrmacht, dopo la vittoria del Fall Gelb, poté rischierare e potenziare le sue forze in vista della seconda fase dell'offensiva in Francia: già il 5 giugno avrebbe avuto inizio il Fall Rot che avrebbe condotto alla disfatta definitiva dell'esercito francese. La sorprendente e totale riuscita del Fall Gelb fece grande scalpore in tutto il mondo e sembrò confermare la netta superiorità della Wehrmacht e delle sue nuove tattiche di Guerra lampo. La propaganda del Reich esaltò i risultati raggiunti e parlò di "più grande vittoria militare di tutti i tempi", ed effettivamente in termini di forze impegnate e di risultati raggiunti si trattò di una delle più grandi battaglie di annientamento della storia, e nel quadro della seconda guerra mondiale solo la battaglia di Kiev, l'operazione Urano e l'operazione Bagration forse possono esserle paragonate per rilevanza di risultati e importanza delle conseguenze. Subito dopo la impressionante vittoria raggiunta in poche settimane dalle Panzer-Division supportate dalla Luftwaffe, l'Esercito americano (in luglio) e l'Armata Rossa (in giugno) costituirono le loro prime formazioni corazzate e studiarono a fondo gli sviluppi operativi della campagna che sembravano rivoluzionare la strategia bellica.
Sulle ragioni del subitaneo crollo alleato e della schiacciante vittoria tedesca, la storiografia è giunta a conclusioni spesso discordanti. Nel passato l'interpretazione classica ha messo l'accento sulla presunta superiorità materiale tedesca e sulla rivoluzionarietà delle sue tattiche, sottolineando l'inevitabilità della vittoria tedesca di fronte ad un apparato militare vecchio e superato, rimasto ancorato alle esperienze della prima guerra mondiale e guidato da capi inetti. Gli storici contemporanei, tuttavia, pur ritenendo ancora valide una parte delle vecchie interpretazioni soprattutto riguardo ai gravi errori strategici e tattici dei generali alleati e lo scarso morale dei soldati francesi, evidenziano però anche la notevole modernità degli armamenti francesi, non inferiori numericamente e qualitativamente a quelli tedeschi ed il carattere improvvisato di molte manovre tedesche, sottolineando invece la superiorità operativa sul campo della Wehrmacht, meglio comandata e dotata di maggiore combattività e capacità tattica.